# Lista de faraós
Faraó é um título de nobreza, dado aos reis com estatuto de deuses no Antigo Egito, proveniente da versão grega da Bíblia que aparece sob a forma pharâo, que derivou da expressão egípcia per-aá (lit.  "a grande casa") que se referia ao palácio real, sede do poder. Os antigos egípcios não usaram per-aá para se referirem ao soberano durante a maior parte da sua história, usando em vez disso termos como nesu (lit.  "rei") ou neb (lit.  "senhor"). Contudo, a tradição consagrou o uso da palavra faraó para se referir aos reis do Antigo Egito.
Esta é uma lista de faraós organizada cronologicamente e por dinastias, oriunda de diversas fontes e sujeita a discussão, sobretudo no que diz respeito aos períodos históricos mais obscuros. Não existe uma concordância em torno da cronologia correspondente a cada reinado pelo que se optou por apresentar diferentes datas propostas por diversos especialistas.

## Período lendário
| # | Nome   |  | Início do governo | Fim do governo | Notas                                                                                              |
| - | ------ |  | ----------------- | -------------- | -------------------------------------------------------------------------------------------------- |
| 1 | Ptá    |  | 5 400 a.C.        | 5 340 a.C.     | Deus criador e divindade patrona da cidade de Mênfis.                                              |
| 2 | Rá     |  | 5 340 a.C.        | 5 280 a.C.     | Deus sol, e criador do mundo.                                                                      |
| 3 | Xu     |  | 5 280 a.C.        | 5 220 a.C.     | Deus do ar seco, do estado masculino, do calor, da luz e da perfeição.                             |
| 4 | Gebe   |  | 5 220 a.C.        | 5 180 a.C.     | Deus da terra.                                                                                     |
| 5 | Osíris |  | 5 180 a.C.        | 5 120 a.C.     | Deus associado à vida no além, ele decidia se as pessoas iriam reencarnar ou perder a vida no além |
| 6 | Hórus  |  | 5 120 a.C.        | 5 060 a.C.     | Deus dos céus.                                                                                     |
| 7 | Tote   |  | 5 060 a.C.        | 5 000 a.C.     | Deus da sabedoria, e da escrita.                                                                   |
| 8 | Maate  |  | 5 000 a.C.        | 4 940 a.C.     | Deusa da justiça e do equilíbrio.                                                                  |

## Período Pré-dinástico

### Baixo Egito
O Reino do Baixo Egito se localizava no norte, na região do Delta do Nilo. Tinha por capital o nome de Buto e seu soberano cingia a Coroa Vermelha.
Menés - Menés, personagem lendário e apontado como unificador do Egito, se tornou o primeiro faraó. A capital era, segundo alguns autores, Mênfis, e segundo outros, Tinis, nas proximidades de Abidos. Menés é identificado com Narmer, representado, num relevo de Hieracômpolis, com as duas coroas dos reinos unificados. As primeiras dinastias eram denominadas tinitas por terem a capital em Tinis.
Esta dinastia é composta pelos soberanos que governaram a região do Delta do Nilo antes da unificação. Ela não existe na Lista Real de Manetão, apenas na Pedra de Palermo, e possuí alguns vestígios arqueológicos. A seguinte lista pode não estar completa:
| Nome             | Imagem | Governo                   | Notas |
| ---------------- | ------ | ------------------------- | --- |
| Hedju-Hor        |        | Cerca de 3200 a.C.        | |
| Ni-Hor           |        | Cerca de 3200 - 3175 a.C. | |
| Hessequiu (Seca) |        | ???? a.C.                 | Existências atestadas apenas pela Pedra de Palermo                                                         |
| Caau             |        | ???? a.C.                 | Existências atestadas apenas pela Pedra de Palermo                                                         |
| Tiu (Teieu)      |        | ???? a.C.                 | Existências atestadas apenas pela Pedra de Palermo                                                         |
| Texe (Tiexe)     |        | ???? a.C.                 | Existências atestadas apenas pela Pedra de Palermo                                                         |
| Neebe            |        | ???? a.C.                 | Existências atestadas apenas pela Pedra de Palermo                                                         |
| Uazner           |        | c.3100? a.C.              | Existências atestadas apenas pela Pedra de Palermo                                                         |
| Meque            |        | ???? a.C.                 | Existências atestadas apenas pela Pedra de Palermo                                                         |
| ????             |        | ???? a.C.                 | Existências atestadas apenas pela Pedra de Palermo                                                         |
| Falcão Duplo     |        | ???? a.C.                 | Existência atestada apenas por achados no Sinai e no Baixo Egito. Pode ter governado também no Alto Egito. |

### Alto Egito
O Alto Egito localizava-se ao sul do Delta e tinha por capital o nomo de Nequém. Seu soberano cingia a Coroa Branca.
| Nome                      | Imagem | Governo        | Notas |
| ------------------------- | ------ | -------------- | ----- |
| Elefante (Pe-Hor, Penabu) |        | Desconhecido   |       |
| Escorpião I               |        | c. 3 250 a.C.? |       |

### Dinastia 0
Provavelmente incompleto, este grupo de faraós, que antecede a I Dinastia, costuma designar-se de Dinastia 0.
| Nome                    | Imagem | Governo     | Notas |
| ----------------------- | ------ | ----------- | --- |
| Iri-Hor                 |        | c.3150 a.C. | Reinou em Hieracômpolis. Foi enterrado na tumba B1-B2 da necrópole de Umel-Caabe, Abidos. A sua posição cronológica é incerta.                                       |
| Crocodilo (Xendju)      |        | c.3150 a.C. | A sua identidade e mesmo a sua existência são incertas. |
| Cá (Sequém)             |        | c.3150 a.C. | Reinou em Hieracômpolis. Na sua tumba de Abidos, se encontraram jarras cilíndricas de cerâmica donde figura seu nome: Hórus Ka. A sua posição cronológica é incerta. |
| Escorpião II (Serquete) |        | c.3150 a.C. | O seu nome figura na cabeça da maça de Hieracômpolis. Provavelmente a mesma pessoa que Narmer.                                                                       |

## Época Arcaica ou Tinita ou Período Protodinástico (3032-2707 a.C.)

### Dinastia I
(Nota: A tradução das listas de faraós pelo grego Manetão levou a que vários dos nomes fossem modificados por este autor para uma forma mais legível para os gregos, listada abaixo sob o nome original. As datas mencionadas correspondem a períodos dentro dos quais podem ter governado.)
| Nome                                                  | Imagem | Governo                   | Notas |
| ----------------------------------------------------- | ------ | ------------------------- | --- |
| Hórus-Narmer (Ḥr-nˁr Mr) (Aha ou Menés)               |        | c.3032-3000 a.C.          | Unificador do Alto e Baixo Egito. Manteve relações com a Fenícia, fez guerra contra a Líbia e a Núbia, iniciou a construção de Mênfis, canais e barragens no Nilo. Pensa-se ser a mesma pessoa que Menés e/ou Escorpião II. |
| Atótis (Ḥr-ˁḥ3) (Athotís)                             |        | c.3000-2999 a.C.          | |
| Neitotepe (Nt.-ḥtp)                                   |        | ???? a.C.                 | Tradicionalmente confundida com um governante masculino, terá sido esposa de Narmer e regente em nome de Atótis. Contudo, estudos mais recentes comprovam que poderia ser, ao invés, casada com Atótis e regente do faraó seguinte, Quenquenés. Pode ter sido também rainha por direito próprio. Se assim for, é das primeiras mulheres (senão a primeira) a assumir o poder na História. |
| Quenquenés (Djer) (Ḥr-ḏr) (Kenkénes)                  |        | 54 anos (2980-2960 a.C.?) | Também chamado Zer ou Sekhty. A forma grega (Uenefés) advém do seu nome dourado, In-nebw. O seu nome e titulatura surgem na Pedra de Palermo. Fez-se enterrar com grande parte de sua corte. A sua tumba viria a ser mais tarde erradamente considerada a lendária tumba de Osíris. |
| Uenefés (Ḥr-ḏt) (Uenéphes)                            |        | 10 anos (2960-2930 a.C.?) | Foram realizadas expedições ao Mar Vermelho e ao Deserto Oriental. |
| Merneite (Mrj.t Nj.t)                                 |        | c.2950 a.C.               | Também designada Merite-Neite. Regente ou provavelmente rainha por direito próprio. Se assim for, é das primeiras mulheres a assumir o poder na História. |
| Usafedo (Ḥr-dn) (Ousaphaïdos)                         |        | 42 anos (2930-2910 a.C.?) | Também designado Udimu ou Dewen. A forma grega (Quenquenés) advém do seu nome de nascimento, Qenqen. É o primeiro faraó que surge representado com as Coroas do Alto e do Baixo Egito. |
| Miebido (Ḥr-ˁḏ-jb) (Miebidós)                         |        | 10 anos (2910-2890 a.C.?) | Também designado Adjib ou Enezib. Conhecido pelo seu título. Realizou uma expedição militar contra nómadas. |
| Semempsés (Ḥr-smr.ẖt) (Semempsés, Mempsés)            |        | 8½ anos (2890-2870 a.C.?) | Considerado por alguns pesquisadores como usurpador, perseguiu a memória de Miebido. A memória do seu governo esta preservada na Pedra do Cairo. |
| Bienequés (Ḥr-qˁ3) (Bienéches, Óubiênthis, Víbenthis) |        | 34 anos (2870-2850 a.C.?) | Tambem designado Qáa ou Ka'a. Último faraó a fazer-se enterrar com alguns cortesãos. |
| Hórus-Nefercaés (Ḥr.-snfr-k3)                         |        | c. 2900 a.C.              | Também designado Seneferka, Neferseka ou Sekanefer. Faraó pertencente à Dinastia I, mas de posição cronológica incerta. Sabe-se que teve um reinado curto. |
| Hórus-Pássaro                                         |        | c. 2900 a.C.              | Também designado Hórus Pássaro. Faraó pertencente à Dinastia I, mas de posição cronológica incerta. Sabe-se que teve um reinado curto. |

### Dinastia II
(Nota: A tradução das listas de faraós pelo grego Manetão levou a que vários dos nomes fossem modificados por este autor para uma forma mais legível para os gregos, listada abaixo sob o nome original. As datas mencionadas correspondem a períodos dentro dos quais podem ter governado.)
| Nome                                                               | Imagem | Governo                                   | Notas |
| ------------------------------------------------------------------ | ------ | ----------------------------------------- | --- |
| Boco (Hr.-htp-sxm.wj) (Boëthos)                                    |        | 15 anos (2890-2861 a.C.? ou c.2840 a.C.?) | Foi datado do seu reinado um sismo que matou várias pessoas. No seu reinado deixam-se de usar as tabuletas epónimas da I Dinastia.                                                                                       |
| Queco (Hr-nb-rˁ) (Kaíechós)                                        |        | 14 anos (c. 2861-2847 a.C.?)              | Também designado Raneb. A forma grega (Queco) advém do nome encontrado num cartucho seu, Kakaw. Primeiro faraó a incluir o nome Rá (o nome do sol) na sua onomástica. Pode ser o mesmo que Weneg.                        |
| Binótris (Nj-nṯr) (Binóthris)                                      |        | 43 ou 45 anos (c.2847-2802 a.C.?)         | Terá dividido o Egito entre os seus sucessores, ficando estabelecida a possibilidade de as mulheres poderem exercer o poder real.                                                                                        |
| Nisute-Biteje-Nebti-Uenegue (Nsw.t-btj-nb.tj-wng) (Ougotlas, Tlás) |        | c.2740 a.C.?                              | Pode ser um governante por si só, ou então será o mesmo que Queco, Peribessene ou Sequemibe-Perenmaate. |
| Setenés (Snd.j) (Sethenes)                                         |        | Supostamente 47 anos (c.2802-2782 a.C.?)  | Provavelmente o mesmo que Peribessene. |
| Peribessene (Stš-pr-jb-sn)                                         |        | 17 anos (c. 2890-2886 a.C.?)              | Governa no Alto Egito. Derrota os reis do Baixo Egito. Promoveu o culto solar. |
| Sequemibe (Ḥr-Sḫm-jb-pr-n M3ˁt)                                    |        | ???? a.C.?                                | Provavelmente o mesmo que Peribessene. Governa no Alto Egito. |
| Neferquerés I (Nfr-k3-r3-3ʼ-k3) (Néphercherés)                     |        | ???? a.C.                                 | Atestado apenas em listas de reis. Não existem provas arqueológicas da sua existência. |
| Sesócris (Nfr-k3-skr) (Sesóchris)                                  |        | ???? a.C.                                 | Atestado apenas em listas de reis. Não existem provas arqueológicas da sua existência. |
| "Hudjefa" (I) (Ḥw-ḏf3)                                             |        | ???? a.C.                                 | Atestado apenas em listas de reis. O seu nome na verdade é uma expressão que denuncia que já no tempo da elaboração daquelas listas se desconhecia o nome do faraó (nome equivalente a desconhecido).                    |
| Quenerés (Ḫꜥj-sḫm.wj) (Chenerés)                                   |        | 18 anos (c.2690-2670 a.C.?)               | O seu nome de sereque é único, já que combina os nomes de Hórus e Seti, tradicionais e mitológicos adversários. Sufoca outra rebelião de forma sangrenta. Consolidação definitiva da unificação egípcia em c. 2 690 a.C. |

## Império AntigoMenfita (2686-2175 a.C.)

### Dinastia III
| Nome                                                                                                 | Imagem | Nascimento                                                              | Governo          | Consorte                                                 | Morte        | Notas |
| --- | ------ | ----------------------------------------------------------------------- | ---------------- | -------------------------------------------------------- | ------------ | --- |
| Nisute-Biti-Nebti-Netejeriquetenebu Djoser (nsw.t-bty-nb.ty nṯrj-ẖt-nbw ḏsr) (Tosorthros, Sesorthos) |        | 2690-2670 a.C. Filho de Quenerés e Nimetape                             | c.2686-2649 a.C. | Hetefernebti um filho                                    | c.2649 a.C.? | Ordenou a construção da primeira pirâmide escalonada conhecida no Egito, desenhada pelo arquiteto e escriba Imotepe. |
| Sequenquete (Djoserty, dsr r t y) (Tyreis)                                                           |        | 2670-2663 a.C. Filho de Quenerés e Nimetape ou de Djoser e Hetefernebti | c.2648-2640 a.C. | Djeseretnebti                                            | c.2640 a.C.? | Irmão ou filho do anterior, projetou uma pirâmide escalonada em Sacara, e conhece-se ainda uma rocha com inscrições do seu reinado em Uadi Magaré, na Península do Sinai. Na pirâmide referida, inacabada, encontraram-se os restos de uma criança de dois anos. |
| Hórus-Sanaquete (Ḥr-S3.nḫt) (Necheróphes)                                                            |        | ?                                                                       | c.2650 a.C.      | Desconhecida                                             | c.2650 a.C.? | Pode ser identificado com Nebeca, um suposto rei do Império Antigo. Porém, esta ideia ainda é debatida. |
| Hórus-Caba (Ḥr-ḫˁj-b3) (Mesochris)                                                                   |        | ?                                                                       | c.2643-2637 a.C. | Desconhecida                                             | c.2637 a.C.? | Terá construído, provavelmente uma pirâmide inacabada. Possivelmente identificável com Huni. A ele se atribui a pirâmide estratificada inacabada em Zauieteel-Ariã. |
| Huni (Hwj) (Souphis, Áches?)                                                                         |        | ? a.C.                                                                  | c.2637-2613 a.C. | Djefatenebti dois ou três filhos Meresanque I? um filho? | c.2613 a.C.? | Desconhece-se a sua ligação aos monarcas anteriores e posteriores. Admite-se que o seu sucessor, Sneferu, fundador da Dinastia IV, seria seu filho, mas na realidade não se consegue atribuir alguma filiação a este faraó. Atribuiu-se a ele, por muito tempo, a construção da pirâmide de Meidum, mas atualmente há consenso no facto que terá sido o seu sucessor, Sneferu, a construir esta pirâmide. |

### Dinastia IV
| Nome                                        | Imagem | Nascimento                                                | Governo           | Consorte                                                               | Morte        | Notas |
| ------------------------------------------- | ------ | --------------------------------------------------------- | ----------------- | ---------------------------------------------------------------------- | ------------ | --- |
| Seneferu (Snfr.w) (Sóris)                   |        | ? a.C. Filho de Huni? e Meresanque I                      | c.2613-2589 a.C.  | Heteferés I treze filhos                                               | c.2589 a.C.  | Construiu as grandes pirâmides de Dachur (designadas Pirâmide Curvada e Pirâmide Vermelha), terminou a de Meidum (obra dele e não do seu antecessor, como se pensava) e várias outras de menor envergadura. Financiou expedições bélicas contra a Núbia e a Líbia. Pensa-se que poderá estar enterrado na Pirâmide Vermelha de Dachur. |
| Quéops (Ḫw(j).f w(j)) (Quéops, Suphis)      |        | ? a.C. Filho de Seneferu e Heteferés I                    | c.2589-2566 a.C.  | Meritités I pelo menos cinco filhos Henutesem dois filhos Requetré?    | c.2566 a.C.  | A ele é creditado a construção da Grande Pirâmide de Gizé e do complexo funerário anexo. As fontes contemporâneas descrevem-no como um governante generoso e piedoso, mas os gregos, pelo contrário referem-no como um governante cruel. É o protagonista do célebre Papiro Westcar.                                                   |
| Ratoises (Sȝ Rˁ ḏd.f Rˁ) (Ratóises)         |        | ? a.C. Filho de Quéops e Meritités I?                     | c.2566-2558 a.C.  | Heteferés II cinco filhos Quenteteca um filho?                         | c.2558 a.C.  | Alguns egiptólogos acreditam que terá construído a célebre Grande Esfinge de Gizé, monumento em honra ao falecido pai. Terá construído também uma pirâmide em Abu Rauas, embora hoje já não esteja intacta pelo facto de os romanos terem reciclado os materiais da construção para outros fins.                                       |
| Cafré (Sȝ Rˁ Ḫʿj-f-Rʿ) (Quéfren, Suphis II) |        | ? a.C. Filho de Quéops e Meritités I?                     | c. 2558-2532 a.C. | Camerernebeti I dois filhos Persenete I um filho Hequenuejete um filho | c.2532 a.C.  | Atribuem-lhe a segunda maior pirâmide em Gizé. Há egiptólogos que lhe atribuem a construção da Grande Esfinge de Gizé, ao invés do seu antecessor. Os antigos gregos descreveram-no como cruel, como Quéops. |
| Bacaré (b3-k3-rˁ) (Bikhéris)                |        | ? a.C.                                                    | c. 2570 a.C.?     | ?                                                                      | ? a.C.       | Os indícios sobre este faraó são mínimos, e há quem o considere fictício. Segundo Manetão, antecedeu Mencauré. |
| Mencauré (mn-k3.w-Rˁ) (Miquerinos)          |        | ? a.C. Filho de Cafré e Camerernebeti I                   | c. 2532-2503 a.C. | Camerernebeti II pelo menos um filho Requetré?                         | c.2503 a.C.  | Segundo Manetão, sucedeu a Bakaré, mas é mais provável que tenha sucedido ao seu pai, Cafré. Construiu a terceira e a mais pequena pirâmide em Gizé. |
| Seberquerés (špṣṣ-k3.f) (Seberchéres)       |        | ? a.C. Filho de Mencauré e Camerernebeti II (ou Requetré) | c. 2503-2498 a.C. | Quentecaus I dois filhos Bunefer? pelo menos um filho?                 | c.2649 a.C.? | Entrou em conflito com os sacerdotes de Rá. Abandonam-se os símbolos solares funerários. Construiu uma grande mastaba no sul de Sacara. |
| Tanfétis (Thamphthis)                       |        | ? a.C.                                                    | c. 2500 a.C.?     | ?                                                                      | ? a.C.       | Apesar de presente na lista de Manetão, não se encontraram menções contemporâneas deste faraó. |

### Dinastia V
| Nome                                          | Imagem | Nascimento                                                          | Governo                          | Consorte                                         | Morte               | Notas |
| --------------------------------------------- | ------ | ------------------------------------------------------------------- | -------------------------------- | ------------------------------------------------ | ------------------- | --- |
| Userquerés (wsr-k3-f) (Usercherés)            |        | ? a.C.                                                              | 2498-2491 a.C. ou 2498-2487 a.C. | Quentecaus I sem filhos? Neferetepés dois filhos | c.2491 ou 2487 a.C. | Chegou ao poder com a ajuda dos sacerdotes de Heliópolis, e ordenou doar muitas terras e bens ao clero. Construiu uma pirâmide em Sacara, e ainda o primeiro templo solar em Abusir. Estabeleceu as primeiras relações com os povos do Mar Egeu.                                                                               |
| Sefrés (S3ḥ w Rˁ) (Sephrés)                   |        | ? a.C. Filho de Userquerés e Neferetepés                            | 2491-2477 a.C. ou 2487-2475 a.C. | Meretenebti seis filhos                          | c.2477 ou 2475 a.C. | Manteve uma ativa relação comercial e diplomática com o Próximo Oriente. Trasladou a necrópole real para Abusir, onde construiu a sua pirâmide. |
| Neferircaré (Nfr-jr(.w)-k3-Rˁ) (Nephercherés) |        | ? a.C. Filho de Sefrés e Meretenebeti                               | 2477-2467 a.C. ou 2475-2455 a.C. | Quentecaus II quatro filhos                      | c.2467 ou 2455 a.C. | Nascido com o nome Ranefer, patrocinou, de forma excludente, o culto solar. |
| Neferefré (nfr.f Rˁ) (Cherés)                 |        | ? a.C. Filho de Neferircaré e Quentecaus II                         | 2460-2453 a.C. ou 2448-2445 a.C. | Quentecaus III dois ou três filhos               | c.2453 ou 2445 a.C. | Inicia a colonização do Sinai e da Baixa Núbia. |
| Quepsescaré (Špss-k3-Rˁ) (Sisirés)            |        | ? a.C. Filho de Sefrés e Meretenebti ou Neferircaré e Quentecaus II | Poucos meses                     | Desconhecida sem filhos                          | ? a.C.              | |
| Niuserré Ini (N.wsr Rˁ In.n j) (Rathurés)     |        | ? a.C. Filho de Neferircaré e Quentecaus II                         | 2453-2422 a.C. ou 2445-2421 a.C. | Reptinube quatro filhos                          | c.2422/21 a.C.      | O culto solar alcança o seu clímax. |
| Menquerés (Mn-k3w-Ḥr Ik3w) (Mencherés)        |        | ? a.C. Filho de Neferefré e Quentecaus III                          | 2422-2414 a.C. ou 2421-2414 a.C. | Cuite I Meresanque IV                            | c.2414 a.C.         | Período de descentralização administrativa.Foi o último faraó a edificar um Templo do Sol. |
| Tanquerés (Ḏd-k3-Rˁ Izzi) (Tancherés)         |        | ? a.C.                                                              | 2414-2375 a.C.                   | Meresanque IV três filhos                        | c.2375 a.C.         | Desconhece-se a sua relação com os faraós anteriores. Provavelmente a ligação reside na esposa, que fora mulher do seu antecessor. Reformou a administração. Foi o faraó da dinastia com o reinado mais longo. Criou o cargo de vizir do Sul para o Alto Egito. Foi o seu vizir Ptaotepe o compositor das Máximas de Ptaotepe. |
| Unas (Wnjs) (Onnus)                           |        | ? a.C.                                                              | 2375-2345 a.C.                   | Quenute quatro filhos?                           | c.2345 a.C.         | Prosseguiu a política de relações com Biblos e Cuxe. A sua pirâmide contém as primeiras inscrições conhecidas. |

### Dinastia VI
| Nome                                                        | Imagem | Nascimento                                                   | Governo        | Consorte                                                                                     | Morte               | Notas |
| ----------------------------------------------------------- | ------ | ------------------------------------------------------------ | -------------- | -------------------------------------------------------------------------------------------- | ------------------- | --- |
| Teti (t t i) (Othoes)                                       |        | ? a.C.                                                       | 2345-2333 a.C. | Ipute I pelo menos um filho Cuite II pelo menos dois filhos Quentecaus IV                    | c.2333 a.C.         | Continuou a política de seus antecessores. Os monarcas adquirem prerrogativas próprias do faraó. Segundo Manetão, foi assassinado. |
| Usercaré (Wsr-k3-Rˁ)                                        |        | ? a.C. Filho de Teti? e Cuite II?                            | 2333-2332 a.C. | Desconhecida                                                                                 | c.2332 a.C.         | Provavelmente usurpador na sequência do assassinato do antecessor. |
| Meriré Pepi I (Mry-Rˁ p p y) (Phius)                        |        | ? a.C. Filho de Teti e Ipute I                               | 2332-2287 a.C. | Anquessempepi I um filho Anquessempepi II Nubuenete Meritités IV Ineneque-Inti Mea Nedjeftet | c.2287 a.C.         | Soberano enérgico e empreendedor, último grande rei do Antigo Reino, eficaz guerreiro e construtor. |
| Merenré Mentusufis I (Mrj-n-Rˁ Nmtj m s3=f) (Menthusuphis)  |        | ? a.C. Filho de Meriré Pepi I e Anquessempepi I              | 2287-2278 a.C. | Anquessempepi II um filho                                                                    | c.2287 a.C.         | Continua a política expansionista na Núbia e realiza expedições em Punte. |
| Nefercaré Pepi II (nfr k3 rˁ p p y) (Phiops)                |        | c.2284 a.C. Filho de Merenré Mentusufis I e Anquessempepi II | 2278-2184 a.C. | Neite I um filho Ipute II Anquessempepi III Anquessempepi IV um filho Udjebetem              | c.2216 ou 2184 a.C. | O seu longo reinado viu a decadência do poder real. O seu reinado, provavelmente de 94 anos, foi tradicionalmente visto como o mais longo da História da Humanidade. Contudo, há especialistas que preferem reduzir a extensão para 64 anos.           |
| Neferca (nfr kˁ )                                           |        | ? a.C. Filho de Nefercaré Pepi II?                           | 2200-2199 a.C. | Desconhecida                                                                                 | c.2199 a.C.?        | Cogovernante de Pepi II, pode ter sido seu filho, e há quem o identifique com Mencaré ou Nefercaré Pepisenebe, faraós do Primeiro Período Intermediário.                                                                                               |
| Merenré Mentusufis II (Mrj-n-Rˁ Nmtj m s3=f) (Menthusuphis) |        | ? a.C. Filho de Nefercaré Pepi II e Neith I                  | 2184 a.C.      | Desconhecida                                                                                 | c.2287 a.C.         | Provavelmente ascendeu ao trono com uma idade muito avançada, dado longo reinado do pai comparado ao seu, de pouco mais de um ano. |
| Netjercaré Siptá (Nt-iḳrti s3-ptḥ) (Nitócris)               |        | ? a.C.                                                       | 2184-2181 a.C. | Desconhecida                                                                                 | c.2181 a.C.         | Segundo fontes mais recentes, o nome de Nitócris (uma suposta rainha-faraó) seria uma forma corrompida de Netjercaré, que seria um faraó masculino. Nasceria assim uma lenda em torno de uma rainha-faraó deste período que provavelmente não existiu. |

## Primeiro Período Intermediário(2181–2015 a.C.)
O Primeiro Período Intermediário consistiu num período de turbulência, cujo início marcou o final do Império Antigo, e após o qual se fundou o designado Império Médio.
O Império colapsou rapidamente após a morte de Pepi II, que reinara entre 64 e 94 anos, provavelmente, neste último caso, mais que qualquer outro monarca na História. A sua idade avançada nos seus últimos anos de reinado e vida levou a uma grande ineficiência administrativa que acabou por ser a causa principal do desabamento da união do Alto e Baixo Egito, que se separariam pela primeira vez neste período de caos: surgiram vários líderes regionais e surgiu uma grande epidemia de fome.
Os reis das dinastias VII e VIII tentaram manter o seu poderio em Mênfis, mas deviam-no muito a poderosos magnates. Após 20 ou 45 anos foram depostos por uma nova linhagem de faraós, sediada em Heracleópolis Magna, que formaram as dinastias IX e X. Pouco tempo após, uma outra linhagem rival ascendia em Tebas, revoltada com os suseranos nortenhos, unindo o Alto Egito, a dinastia XI. Por volta de 2055 a.C., Mentuotepe II, desta última dinastia, derrotou a rival e reuniu as duas Terras, dando início ao Império Médio.

### As Dinastias VII e VIII: sede emMênfis
Governando por 20 ou 45 anos, estes monarcas detinham um poder muito limitado, dada a divisão dos Reinos e a evolução administrativa para um sistema feudal. Referente à dinastia VII, Manetão refere a existência de setenta reis em setenta dias, o que pretende aludir à instabilidade política. Conhece-se pouco sobre os reis desta dinastia.
O mesmo para a dinastia VIII. Muitos tomam o nome Neferircaré, possivelmente em referência ao rei Pepi II.

#### Dinastia VII
| Nome                                   | Imagem | Governo                  | Notas |
| -------------------------------------- | ------ | ------------------------ | --- |
| Mencaré (Mn k3 Rˁ)                     |        | (c.2181 a.C.?)           | Teve um reinado curto. A sua existência está provada num relevo fragmentado de Netjercaré Siptá.                                                                   |
| Nefercaré II (Nfr-k3 rˁ)               |        | ???? a.C. (c.2171 a.C.?) | Citado pela Lista Real de Abidos. |
| Nefercaré III Nebi (Nfr-k3-rˁ nbjj)    |        | ???? a.C.                | Possivelmente filho de Pepi II (VI Dinastia) e da rainha Anquessempepi III. Atestado e inscrições da tumba da mãe. Iniciou a construção de uma pirâmide em Sacará. |
| Djedecaré Xemai (Ḏd k3 rˁ šm3j)        |        | ???? a.C.                | Mencionado na Lista Real de Abidos. |
| Nefercaré IV Quendu (nfr k3 rˁ ḫndw)   |        | ???? a.C.                | Mencionado na Lista Real de Abidos. |
| Merenor (Mr n Ḥr)                      |        | ???? a.C.                | |
| Nefercamim I (nfr k3 mnw)              |        | ???? a.C.                | Também designado Seneferca. |
| Nicaré I (N-k3-rˁ)                     |        | ???? a.C.                | Mencionado na Lista Real de Abidos e num cilindro real. |
| Nefercaré V Tereru (nfr k3 rˁ tr(r)rw) |        | ???? a.C.                | Mencionado na Lista Real de Abidos. |
| Nefercaor (Nfr-k3-Ḥr)                  |        | ???? a.C.                | Mencionado na Lista Real de Abidos e num cilindro real. |

#### Dinastia VIII
| Nome                                         | Imagem | Governo        | Notas |
| -------------------------------------------- | ------ | -------------- | --- |
| Nefercaré VI Pepisenebe (Nfr-k3-Rˁ pjpj snb) |        | ???? a.C.      | Mencionado na Lista Real de Abidos e no Cânone de Turim. |
| Nefercamim II Anu (Nfr-k3 Mn ˁnw)            |        | ?-2169? a.C.   | Mencionado na Lista Real de Abidos e no Cânone de Turim. |
| Cacaré Ibi (Q3j-k3-Rˁ jbj)                   |        | 2169-2167 a.C. | Mencionado na Lista Real de Abidos, no Cânone de Turim e em grafitos na Núbia. Foi enterrado em Sacará, onde construiu uma pirâmide com inscrições, os últimos Textos das Pirâmides conhecidos. |
| Nefercauré (Nfr k3.w Rˁ)                     |        | 2167-2163 a.C. | Mencionado na Lista Real de Abidos. |
| Nefercauor Cuiapi (Nfr-k3.w Ḥr Ḫw-w-ḥpw)     |        | 2163-2161 a.C. | A filha mais velha de Nefercauor casa-se com o vizir do Alto Egito, Xemai. Encontra-se atestado na tuba deste vizir e também no templo de Min.                                                  |
| Neferircaré II (Nfr-jrj k3 Rˁ)               |        | 2161-2160 a.C. | Se se identificar com Hórus-Demedejibetaui, poderá estar atestado no templo de Mim. |

### As Dinastias IX e X: sede emHeracleópolis Magna
Sediadas nesta cidade, a dinastia X foi a herdeira da sede da dinastia IX, uma vez que após a queda da IX, um grupo local tomou o poder e fundou a X. Com 18 reis somados entre as duas, segundo o Papiro de Turim (ao qual faltam, destes 18, 12 nomes), governaram num período que se estendeu de 2160 a.C. a 2040 a.C., tendo a mudança de dinastia ocorrido por volta de 2130 a.C.. Desconhece-se qual o último rei da dinastia X, mas conhece-se o primeiro da dinastia X.

#### Dinastia IX
| Nome                                              | Imagem | Governo                  | Notas                                                                                                 |
| ------------------------------------------------- | ------ | ------------------------ | --- |
| Meribré Queti I (mr.j-j-jb-rˁ ẖtj(j)) (Acthoes I) |        | ???? (c.2160-2150 a.C.?) | Segundo Manetão, foi Queti quem fundou a Dinastia IX.                                                 |
| ? (Merikaré?)                                     |        | ???? a.C.                | |
| Nefercaré VII (nfr-k3-rˁ)                         |        | ???? (c.2140 a.C.?)      | |
| Setute                                            |        | ???? a.C.                | |
| ?                                                 |        | ???? a.C.                | |
| Mery...                                           |        | ???? a.C.                | |
| Shed...                                           |        | ???? a.C.                | |
| H...                                              |        | ???? a.C.                | |
| Queti II (ẖtj(j))                                 |        | ???? a.C.                | Faraós mencionados no Papiro de Turim. Posição cronológica incerta e existência ainda não assegurada. |
| Queti III (ẖtj(j))                                |        | ???? a.C.                | Faraós mencionados no Papiro de Turim. Posição cronológica incerta e existência ainda não assegurada. |
| Queti IV (ẖtj(j))                                 |        | ???? a.C.                | Faraós mencionados no Papiro de Turim. Posição cronológica incerta e existência ainda não assegurada. |

#### Dinastia X
| Nome                                          | Imagem | Governo           | Notas                                                                                         |
| --------------------------------------------- | ------ | ----------------- | --------------------------------------------------------------------------------------------- |
| Meriator (mr.j-j-ḥwt-ḥr)                      |        | 2130-? a.C.       |                                                                                               |
| (Queti V?) (ẖtj(j))                           |        | ???? a.C.         | Mencionado no Papiro de Turim. Posição cronológica incerta e existência ainda não assegurada. |
| Nefercaré VIII (nfr-k3-rˁ)                    |        | ???? a.C.         |                                                                                               |
| Nebicauré Queti II (VI) (ẖtj(j)) (Acthoes II) |        | ???? a.C.         | Pode pertencer tanto à dinastia IX como à X. Posição incerta                                  |
| Uacaré Queti III (VII) (ẖtj(j)) (Acthoes III) |        | ?- c.2075 a.C.?   |                                                                                               |
| Mericaré (II) (Queti?) (mr.j-k3-rˁ)           |        | c.2075?-2040 a.C. |                                                                                               |

### Dinastia XI: sede emTebas
Tendo Antefe, o Velho, por fundador, a família constituiu-se na Dinastia XI a partir de 2130 a.C., e eventualmente acabaria por reunir todo o Egito sob Mentuotepe II. Desta forma, a dinastia divide-se entre o fim do Primeiro Período Intermediário e o começo do Império Médio.
| Nome                                                    | Imagem | Governo        | Notas |
| ------------------------------------------------------- | ------ | -------------- | --- |
| Iripate Antefe (I) O Velho (Iry-pˁt ḥ3t in-it.f)        |        | ???? a.C.      | Nomarca (governador) em Tebas, que servia um rei de outra dinastia. Os seus descendentes opor-se-iam à dinastia que serviam. |
| Mentuotepe I O Grande, Tepia (mnṯw-ḥtp(w)ˁ3)            |        | ?-2134 a.C.    | Apesar de ser apenas faraó nominalmente, poderia governar com plenos poderes.                                                |
| Seertaui Antefe I (Shr-tȝ.wy In-it.f)                   |        | 2134-2117 a.C. | Primeiro governante da família que ostentou o título de faraó.                                                               |
| Uaanque Antefe II (W3ḥ-ˁnḫ Jnj (j)t.f)                  |        | 2117-2069 a.C. | Conquistou Abidos. |
| Naquetenebetepenefer Antefe III (Nḫt-nb-tp-nfr In-it.f) |        | 2069-2060 a.C. | Conquistou Assiute, e expandiu-se para Norte.                                                                                |
| Nebepetré Mentuotepe II ((Nb-ḥ3pt-Rˁ Mn-ṯw-ḥtp))        |        | 2060-2040 a.C. | Por volta de 2040 a.C. reuniu todo o Egito.                                                                                  |

## Império MédioTebano (2060-1803 a.C.)

### Dinastia XI
| Nome                                               | Imagem | Nascimento                                                 | Governo          | Consorte                                                                  | Morte      | Notas |
| -------------------------------------------------- | ------ | ---------------------------------------------------------- | ---------------- | ------------------------------------------------------------------------- | ---------- | --- |
| Nebepetré Mentuotepe II (Nb-ḥ3pt-Rˁ Mn-ṯw-ḥtp)     |        | ? a.C. Tebas Filho de Naquetenebetepenefer Antefe III e Iá | c.2040-2010 a.C. | Tem um filho Neferu II (em bigamia?) Axaite Henenete Cauite Quensite Sadé | 2010 a.C.? | Reúne o Egito, derrubando as dinastias rivais. |
| Sancaré Mentuotepe III (s ˁnḫ k3 rˁ - Mn-ṯw-ḥtp)   |        | ? a.C. Tebas Filho de Nebepetré Mentuotepe II e Tem        | c.2010-1998 a.C. | Imi (?) um filho                                                          | 1998 a.C.? | Reúne o Egito, derrubando as dinastias rivais. |
| Nebetauiré Mentuotepe IV (Nb-t3.w(j)-Rˁ Mn-ṯw-ḥtp) |        | ? a.C. Tebas Filho de Sancaré Mentuotepe III? e Imi        | c.1998-1991 a.C. | Desconhecida                                                              | 1991 a.C.? | Faraó obscuro, do qual pouco se sabe, estando inclusive ausente de várias listas de reis. Desconhece-se a localização da sua tumba. Pode ter sido deposto pelo seu vizir, que fundaria uma nova dinastia. |

#### Núbia
| Nome                                  | Imagem | Governo  | Notas |
| ------------------------------------- | ------ | -------- | --- |
| Mencaré Seguerseni (Mnḫ-k3-Rˁ Sgrsnj) |        | ? a.C.() | Faraós obscuros ausentes das listas de reis. Desconhecem-se os locais das suas tumbas. Atestados somente na Baixa Núbia, tratam-se provavalmente de chefes núbios que usurparam o trono egípcio por um período muito curto, que coincidiu com o final da Dinastia XI e/ou o início da Dinastia XII. |
| Cacaré Ini (Q3j-k3-rˁ S3-rˁ Jni)      |        | ? a.C.   | Faraós obscuros ausentes das listas de reis. Desconhecem-se os locais das suas tumbas. Atestados somente na Baixa Núbia, tratam-se provavalmente de chefes núbios que usurparam o trono egípcio por um período muito curto, que coincidiu com o final da Dinastia XI e/ou o início da Dinastia XII. |
| Iibequentré (Jj jb ḫnt Rˁ)            |        | ? a.C.   | Faraós obscuros ausentes das listas de reis. Desconhecem-se os locais das suas tumbas. Atestados somente na Baixa Núbia, tratam-se provavalmente de chefes núbios que usurparam o trono egípcio por um período muito curto, que coincidiu com o final da Dinastia XI e/ou o início da Dinastia XII. |

### Dinastia XII
| Nome                                                            | Imagem | Nascimento                                                                      | Governo                                           | Consorte                                                                                        | Morte      | Notas |
| --------------------------------------------------------------- | ------ | ------------------------------------------------------------------------------- | ------------------------------------------------- | ----------------------------------------------------------------------------------------------- | ---------- | --- |
| Seetepibré Amenemés I (S.htp-jb-Rˁ Jmn M-ḥ3.t) (Ammenemés)      |        | ? a.C. Tebas Filho de Sesóstris e Neferete                                      | 1991-1962 a.C.                                    | Neferitatenem quatro filhos                                                                     | 1962 a.C.  | Vizir de Mentuotepe IV, provavelmente foi o instigador da sua deposição, assumindo de seguida o faraonato. Foi assassinado. |
| Quepercaré Sesóstris I (Ḫpr-k3-Rˁ S(j)-n-Wsrt) (Sesonchosis)    |        | ? a.C. Tebas Filho de Seetepibré Amenemés I e Neferitatenem                     | 1971-1962 a.C. (sob Amenemés I) 1962-1926 a.C.    | Neferu III seis filhos                                                                          | 1926 a.C.  | |
| Nubicauré Amenemés II (Nbw-k3w-Rˁ Jmn M-ḥ3.t) (Ammenemés)       |        | ? a.C. Tebas Filho de Sesóstris I e Neferu III                                  | 1929-1926 a.C. (sob Sesóstris I) 1926-1895 a.C.   | Desconhecida sete filhos?                                                                       | 1895 a.C.  | |
| Caqueperré Sesóstris II (Ḫˁ-ḫpr-Rˁ S(j)-n-Wsrt) (Sesóstris)     |        | ? a.C. Tebas Filho de Nubicauré Amenemés II                                     | 1897-1895 a.C. (sob Amenemés II) 1895-1878 a.C.   | Quenemeteneferejete I pelo menos um filho Nofrete II quatro filhos? Itauerete (?) Quenemete (?) | 1991 a.C.? | |
| Cacauré Sesóstris III (Ḫˁj-k3w-Rˁ S(j)-n-Wsrt) (Sesóstris)      |        | ? a.C. Tebas Filho de Sesóstris II e Quenemeteneferejete I                      | 1878-1839 a.C.                                    | Nefertenute Quenemeteneferejete II Itacaite Mereteseguer Sitatoriunete                          | 1839 a.C.  | No seu reinado, o Império Médio egípcio atingiu o zénite.                                                                   |
| Nimaetré Amenemés III (Nj Mˁ3t-Rˁ Jmn M-ḥ3.t) (Lamarés)         |        | ? a.C. Tebas Filho de Sesóstris III                                             | 1860-1839 a.C. (sob Sesóstris III) 1839-1815 a.C. | Aate Quenemeteneferejete III                                                                    | 1815 a.C.  | Foi responsável pela Bar Iussefe, e identificado com o faraó de Gênesis 12.                                                 |
| Maaqueruré Amenemés IV (M3ˁ-ḫrw-Rˁ Jmn M-ḥ3.t) (Ammenemés)      |        | ? a.C. Tebas Filho (adotivo?) de Nimaetré Amenemés III e Hetepi (mãe biológica) | 1815 a.C. (sob Amenemés III) 1815-1806 a.C.       | Desconhecida dois filhos?                                                                       | 1806 a.C.  | Teve uma co-regência de um ano, baseada numa inscrição em Cnossos.                                                          |
| Sobecaré Esquemíofris (sbk ka rˁ- sbk nfr (w) rˁ) (Skemiophris) |        | ? a.C. Tebas Filha de Nimaetré Amenemés III                                     | 1806-1802 a.C.                                    | Desconhecido, provavelmente não casou                                                           | 1802 a.C.  | A sua morte encerra o período designado de Império Médio.                                                                   |

## Segundo Período Intermediário: O DomínioHicso(1785-1550 a.C.)
Com a queda da Dinastia XII, iniciou-se um novo período de turbulência que levou a mais uma divisão do Egito. A Dinastia XIII, que sucedera após a queda da XII, era muito mais fraca e não soube defender bem o Egito dos numerosos ataques estrangeiros. Devido a isto, de uma família nobre residente em Xois (no Delta do Leste) emergiu a Dinastia XIV, que governou a área em simultâneo com a XIII no resto do país.
Os hicsos apareceram pela primeira vez no reinado de Sebecotepe IV, e por volta de 1720 a.C. tomaram a cidade de Ávaris para si, tomando grande parte das terras da Dinastia XIV. Deste território agora hicso emergiu a Dinastia XV. Em 1650 a.C. estes invasores conquistavam Mênfis e punham fim à XIII dinastia. A confusão política que então se instalou deu azo à subida de uma Dinastia XVI, que declarou a sua independência possuindo algumas terras e instalando a capital em Tebas. Também esta dinastia foi derrubada pelos estrangeiros. Os Hicsos foram derrubados pela recém-proclamada Dinastia XVII, e só Taá II e seus descendentes foram capazes de os afastar até à Ásia. Surgiria assim um novo período de paz e prosperidade sob a Dinastia XVIII.
A ordem dos reis e as datas dos reinados dos faraós deste período variam conforme os especialistas. A maior parte destas datas são desconhecidas e/ou incertas.

### Dinastia XIII: sede emMênfis
Esta dinastia é talvez uma das mais debatidas pelos egiptólogos, já que vários deles apresentam soluções diferentes para a ordem de reinado dos faraós. A posição dominante tomada nesta lista é a de Kim Ryholt, embora não se descartem outras hipóteses.
| Nome                                  | Imagem | Governo                                                                      | Notas |
| ------------------------------------- | ------ | ---------------------------------------------------------------------------- | --- |
| Sequenré Cutaui Amenemés Sebecotepe I |        | 1802-1800 a.C.(1) 1724-1718 a.C. (20)                                        | Provavelmente filho de Amenemés IV. Com um reinado bem documentado, terá sido o fundador da dinastia, segundo estudos mais recentes. Contudo, perante outros egiptólogos, cabia a Ugafe este papel fundador. A primeira hipótese parece ser no entanto a dominante. |
| Meibitaui Sequencaré Amenemés Sombefe |        | 1800-1796 a.C.(2)                                                            | Provavelmente irmão de Sebecotepe I. Há quem defenda que seria a mesma pessoa que Amenemés V. |
| Nericaré                              |        | 1796 a.C. (3) ? (23)                                                         | |
| Sequencaré Amenemés V                 |        | 1796-1793 a.C.(4) 1746-1743 a.C.                                             | Sabe-se que governou cerca de três ou quatro anos. |
| Ameni Quemau                          |        | 1795-1792 a.C. (5)                                                           | Foi sepultado na pirâmide que construiu, em Dachur. Provavelmente, pelas datas, governou com o seu irmão, Amenemés V. |
| Hotepibré Quemau Siarnedijeritefe     |        | 1791-1788 a.C. (6)                                                           | Também designado Seetepibré. |
| Iufini                                |        | 1788 a.C. (6 (ou 7); 7) 1741 a.C.                                            | Também designado Jeuefini. Atestado apenas pelo Papiro de Turim. Teve um reinado muito curto. |
| Seanquibré Amenemés VI                |        | 1788-1785 a.C. (8) c.1740 a.C. (7)                                           | |
| Semencaré Nubini                      |        | 1785-1783 a.C. (9) 1739 a.C. (8)                                             | |
| Seetepibré II Seuesequetaui           |        | 1783-1781 a.C. (10; 5)                                                       | |
| Seaujecaré                            |        | c.1781-1780 a.C. 1736 a.C.                                                   | Conhecidos apenas através do Papiro de Turim. |
| Nejemibré                             |        | (c. 7 meses) c.1780 a.C. ou 1736 a.C.                                        | Conhecidos apenas através do Papiro de Turim. |
| Caanqueré Sebecotepe II               |        | 1780-1777 a.C. (13; 16)                                                      | |
| Rensenebe Amenemés                    |        | (c. 4 meses) 1777 a.C.(14; 13; 16)                                           | Também designado Ranisombe. |
| Auibré Hor I                          |        | (c. 1 ano e 6 meses) 1777-1775 a.C. ou uns meses em c.1732 a.C.              | Famoso pelo seu rico túmulo praticamente intacto. |
| Sequenrecutaui Cabau                  |        | 1775-1772 a.C. (16) 1752-1746 a.C. ? (3)                                     | Possivelmente filho de Hor I. |
| Jedequepereu                          |        | 1772-1770 a.C. uns meses em c.1732 a.C.                                      | Possivelmanete filho de Hor I e irmão de Cabau. Já foi identificado (não com muito sucesso) com Quendijer. |
| Sebecai                               |        | ???? a.C.                                                                    | Possivelmente este faraó corresponde a dois: Sebe e o seu filho Cai. |
| Sedijefacaré Cai Amenemés VII         |        | c.1770-1765 a.C.                                                             | Um rei bem documentado em estelas e outros documentos. |
| Cutauiré Ugafe                        |        | c.1767 a.C. c.1794-1757 a.C. (1)                                             | Também designado Uegafe. Tradicionalmente o fundador da dinastia, estudos recentes demonstram que não o foi. |
| Usercaré Quenjer                      |        | c.1764-1759 a.C. c.1718-1712 a.C.                                            | Provavelmente o primeiro faraó semita. |
| Semencaré Imiremexau                  |        | (Menos de 10 anos) c.1764-1759 a.C. ou c.1711 a.C.                           | Atestado por dois colossos. |
| Seetepecaré Antefe IV                 |        | (Menos de 10 anos) c.1759-1749 a.C. ou c.1710 a.C.                           | |
| Sete Meribré                          |        | ?-1749 a.C. ?-1710 a.C.                                                      | |
| Sequenreseudijetaui Sebecotepe III    |        | (4 anos e 2 meses) (c.1749-1744 a.C.?)                                       | |
| Casequenré Neferotepe I               |        | (c.11 anos) 1742-1731 a.C. 1705-1694 a.C.                                    | Um dos reis mais bem documentados da dinastia. |
| Menuadijeré Siator                    |        | 1739 a.C.?                                                                   | Governou com o irmão, Neferotepe I. |
| Caneferré Sebecotepe IV               |        | (c. 10 anos) 1732-1720 a.C. 1694-1685 a.C.                                   | Irmão de Neferotepe e Sicator. |
| Merotepré Sebecotepe V                |        | (c. 3 anos) 1720-1717 a.C.? (30;29)                                          | Filho de Sebecotepe IV. Alguns autores consideram que é o mesmo que Merotepré Ini, mas não há certezas. |
| Caotepré Sebecotepe VI                |        | (4 anos, 8 meses e 29 dias) c.1719-1715 a.C. (31;30;25)                      | Irmão provável de Sebecotepe V. |
| Uaibré Ibiau                          |        | (10 anos, 8 meses e 29 dias) 1712-1701 a.C. ou 1725-1719 a.C.                | |
| Merneferré Ai I                       |        | (23 anos, 8 meses e 18 dias) 1710-1687 a.C.                                  | Foi o governante que mais tempo se manteve no trono, em toda a dinastia. |
| Merotepré Ini                         |        | (2 anos e 2 meses) 1677-1675 a.C. ou 1691-1689 a.C.                          | Possivelmente filho de Ai I. |
| Sanquenré Seuajetu                    |        | (3 anos, 2-4 meses) 1675-1672 a.C. ou 1694/1654 a.C.                         | Governa durante c. 3 anos e 2-4 meses. |
| Mersequenré Inede (Neferotepe II)     |        | (3 anos, 1-4 meses e 1 dia) 1672-1669 a.C. ou 1651-1648 a.C.                 | Inede e Neferotepe, dois faraós tradicionalmente distintos, podem ser na verdade a mesma pessoa. |
| Seuadicaré Hor II                     |        | (5 anos, ? meses e 8 dias) 1669-1664 a.C. ou 1648-1643 a.C.                  | |
| Mercauré Sebecotepe VII               |        | (2 anos, ? meses e 3-4 dias, 2 anos e meio) 1664-1663 a.C. ou 1646-1644 a.C. | |
| (sete reis)                           |        | ???? a.C.                                                                    | |
| Mer[…]re                              |        | ???? a.C.                                                                    | |
| Merqueperré                           |        | entre 1663 e 1649 a.C.                                                       | |
| Mercaré                               |        | entre 1663 e 1649 a.C.                                                       | Atestado somente no Papiro de Turim. |
| ??? (nome perdido)                    |        | ??? a.C.                                                                     | |
| Seuadijaré Mentuotepe V               |        | c.1655 a.C.                                                                  | |
| […]mosré                              |        | ???? a.C.                                                                    | |
| Ibi […]maatré                         |        | ???? a.C.                                                                    | |
| Hor[…] […]uebenré                     |        | ???? a.C.                                                                    | |
| Se...caré                             |        | ???? a.C.                                                                    | |
| Seequenré Sanquepitaqui               |        | ???? a.C. (54; 55)                                                           | Provavelmente filho de Se...caré. |
| ...ré                                 |        | ???? a.C.                                                                    | |
| Se...enré                             |        | ?-1649 a.C.                                                                  | |
| Djedotepré Dedumés I                  |        | c.1654 a.C.                                                                  | Posição incerta. Provavelmente pertencentes à Dinastia XVI. |
| Djedeneferré Dedumés II               |        | ???? a.C.                                                                    | Posição incerta. Provavelmente pertencentes à Dinastia XVI. |
| Seuaenré Senebemiu                    |        | Depois de 1660 a.C.                                                          | Serão provavelmente dos últimos reis da Dinastia XIII, embora se desconheça a sua colocação exata. |
| Mersepsesré Ini II                    |        | ???? a.C.                                                                    | Serão provavelmente dos últimos reis da Dinastia XIII, embora se desconheça a sua colocação exata. |
| Mencauré Snaibé                       |        | ???? a.C.                                                                    | Provavelmente um rei da Dinastia de Abidos. |

### Dinastias XIV e XV: invasores com sede emÁvaris
A dinastia XIV nasceu por volta de 1805 ou 1710 a.C., como oponente da Dinastia XIII, e teve por capital Ávaris, a leste do Delta. Incluiu vários faraós de origem semita. Tal como a sua concorrente, a dinastia XIV é também muito debatida pelos egiptólogos A posição dominante tomada nesta lista é a de Kim Ryholt, embora não se descartem outras hipóteses. Segundo este egiptólogo, a dinastia ascendeu ao poder ainda no reinado da rainha Esquemíofris.
Por seu lado, a dinastia XV, de origem hicsa, ascendeu na consequência da sua invasão no Egito e da turbulência política que na época assolava o Império. Estes reis hicsos governaram entre aproximadamente 1650 - 1550 a.C.. Os reis desta dinastia terão ascendido após conquistarem a capital da Dinastia XIV, Ávaris. Mais tarde derrubariam a Dinastia XIII e também a Dinastia XVI. A ordem dos reis apresentada pode não corresponder à real ordem de sucessão, difícil de estabelecer.

#### Dinastia XIV
| Nome                 | Imagem | Governo                           | Notas |
| -------------------- | ------ | --------------------------------- | --- |
| Secaenré Iaquebim    |        | 1805-1780 a.C.                    | Posições incertas, dadas aqui segundo Ryholt. |
| Nubuoserré Iaamu     |        | 1780-1770 a.C.                    | Posições incertas, dadas aqui segundo Ryholt. |
| Cauoserré Caré       |        | 1770-1760 a.C.                    | Posições incertas, dadas aqui segundo Ryholt. |
| Aaotepré Amu         |        | 1760-1745 a.C.                    | Provavelmente hicso. Posição incerta, dada aqui segundo Ryholt. |
| Maaibré Xexi         |        | 1745-1705 a.C.                    | Posição incerta, dada aqui segundo Ryholt. Pode ter sido, em alternativa, um hicso que ascendeu precocemente a rei, ou então pertencente à Dinastia XV. |
| Aaseré Neesi         |        | c.1705 a.C.                       | Um curto reinado, provavelmente filho de Xexi. É um dos faraós do qual não há duvidas de que tenha pertencido à Dinastia XIV. |
| Caquereuré           |        | ???? a.C.                         | |
| Nebefauré            |        | c.1704 a.C.                       | |
| Seebré               |        | ???? a.C.                         | Provavelmente poderá ser a mesma pessoa que Uazade ou Xené |
| Merjefaré            |        | c.1699 a.C.                       | É um dos faraós do qual não há duvidas de que tenha pertencido à Dinastia XIV. |
| Seaujecaré III       |        | c.1699 a.C.                       | |
| Nebejefaré           |        | (12-24 meses) c.1694-1693 a.C.    | É um dos faraós do qual não há duvidas de que tenha pertencido à Dinastia XIV. |
| Uebenré              |        | ???? a.C. (c.1690 a.C.?)          | |
| ???? (nome perdido)  |        | ???? a.C.                         | |
| Jefaré?              |        | ???? a.C.                         | |
| Nebesenré            |        | ???? a.C.                         | Também designado Ranebesem. Está atestado por um vaso onde o seu nome está inscrito. |
| Sequeperenré         |        | (2 meses, entre 1690 e 1649 a.C.) | É um dos faraós do qual não há duvidas de que tenha pertencido à Dinastia XIV. Está atestado num selo. |
| Anati Jedecaré       |        | ???? a.C.                         | Atestados apenas pelo Papiro de Turim. |
| Bebenum              |        | ???? a.C.                         | Atestados apenas pelo Papiro de Turim. |
| Apepi                |        | ???? a.C.                         | Atestado como filho de rei por cinco selos. |
| Nuia                 |        | ???? a.C.                         | Não há certezas sobre a sua posição ou pertença à dinastia. Atestado apenas por um selo de proveniência desconhecida. |
| Uazade               |        | (c.1700) a.C.                     | Também designado Uazede, Uadijede, Uasa ou Uatechede. Poderá ter pertencido à Dinastia XV, ou em caso de ter pertencido à XIV, ser a mesma pessoa que Merdijefaré ou Seebré.                                                                                 |
| Xené                 |        | ???? a.C.                         | Em caso de ter pertencido à dinastia XIV, pode ser a mesma pessoa que Merdijefaré ou Seebré. |
| Xenxeque             |        | ???? a.C.                         | Atestado por um selo. |
| Camuré               |        | ???? a.C.                         | Atestao como filho de rei por cinco selos. |
| Iacarebe             |        | ???? a.C.                         | Também designado Yak'reb, Yekeb-Baal, Yakba'al, Yekeb-Bor ou Ykb-l. |
| Meruserré Iacube-Har |        | ???? a.C.                         | Também designado Iacuber, Iacubar, ou Iaque-Baal. Sabe-se que governou durante o Segundo Período Intermediário, embora se desconheça se viveu no século XVII ou XVI a.C., ou se governou na dinastia XIV ou XV. Poder ter sido inclusive vassalo dos hicsos. |

#### Dinastia XV
| Nome | Imagem | Governo                        | Notas |
| --- | ------ | ------------------------------ | --- |
| Secaenré Salitis (sḫˁ.n rˁ š3 r k) (Salitis, Saïtês, Silites)                                               |        | ???? a.C.                      | Segundo Manetão, foi o fundador da dinastia.                                                                                            |
| Hecachasute Senquem (Ḥq3-ḫ3swt-smqn)                                                                        |        | 1649-??? a.C.                  | Também designado Samuquenu. Provável fundador da dinastia. Posição cronológica incerta, pois pode ter pertencido também à Dinastia XVI. |
| Hecachasute Aperanate (Ḥq3-ḫ3swt ˁpr-ˁnti)                                                                  |        | ???? a.C.                      | Posição cronológica incerta. |
| Hecachasute Saquir-Har (Ḥq3 ḫ3swt Skr Hr)                                                                   |        | ???? a.C.                      | |
| Seuserenré Caiã (s wsr n r՚ ḫj3n ) (Staan, Sethos, Iannas)                                                  |        | (30–40 anos) (1610-1580 a.C.?) | O poder dos hicsos atinge o seu apogeu, com a conquista de Tebas no fim do seu reinado.                                                 |
| Nebequepesré Aquenenré Auserré Apófis (Nb-ḫpš-Rˁ ˁ3-qnj-n-Rˁ ˁ3-wsr-Rˁ i-p-p(i)) (Aphophis, Aiofis, Apofis) |        | (c.40 anos) 1575-1544 a.C.     | |
| Aaseré Camudi (ḫ3mwdi) (Archlés, Assis)                                                                     |        | 1534–1522 a.C. 1541–1540 a.C.) | Foi derrotado e expulso do Egito por Amósis I.                                                                                          |

### Dinastia deAbidos
O Segundo Período Intermediário pode-se incluir uma nova dinastia que terá governado a partir de Abidos, entre c.1650 e c.1600 a.C. Pelo menos quatro monarcas podem ser encaixados nesta dinastia, dado o desconhecimento da sua posição cronológica.
| Nome                          | Imagem | Governo   | Notas                                                                                      |
| ----------------------------- | ------ | --------- | ------------------------------------------------------------------------------------------ |
| Sequenranefercau Upuautensafe |        | ???? a.C. | Podem pertencer à Dinastia XVI.                                                            |
| Sequenrecutaui Pantijeni      |        | ???? a.C. | Podem pertencer à Dinastia XVI.                                                            |
| Mencauré Snaibé               |        | ???? a.C. | Pode pertencer à Dinastia XIII.                                                            |
| Uoseribré Senebecai           |        | ???? a.C. | Tumba descoberta em 2014. Provavelmente identifcado com um Uoser[...]reno Cânone de Turim. |

### As Dinastias XVI e XVII: nativos com sede emTebas
A dinastia XVI, com origem tebana, ascendeu na consequência do colapso da Dinastia XIII, cuja sede em Mênfis acabaria anexada aos hicsos da Dinastia XV por volta de 1650 a.C.. A Dinastia XVI acabaria também por sucumbir ao então apogeu hicso, por volta de 1580 a.C.
Já a dinastia XVII parece ter reconquistado aos hicsos a capital da dinastia XVI, já que volta a sediar-se em Tebas. Fundada por volta de 1580 a.C., aquando da extinção da dinastia XVI, foi a que de facto expulsou os invasores hicsos, por volta de 1540 a.C.

#### Dinastia XVI
| Nome                                               | Imagem | Governo                                   | Notas |
| -------------------------------------------------- | ------ | ----------------------------------------- | --- |
| ???? (nome perdido)                                |        |                                           | |
| Sequenresementaui Jeuti                            |        | (3 anos) c.1650 a.C.?                     | |
| Sequenreseusertaui Sebecotepe VIII                 |        | (16 anos) 1645-1629 a.C.                  | |
| Sequenré Sanquetaui Neferotepe III Iiquerernofrete |        | (1 ano) 1629-1628 a.C.                    | |
| Seanquenré Mentuotepi                              |        | (1 ano) 1628-1627 a.C.                    | Por vezes numerado Mentuotepe VI ou VII. Pode ser também um rei da dinastia XVII.                           |
| Seuadijenré Nebiriau I                             |        | (26 anos) 1627-1601 a.C.                  | Também designado Nebirerauete I                                                                             |
| Nefercaré(?) Nebiriau II                           |        | c.1600 a.C.                               | Também designado Nebirierauete II. Um rei de que ainda não se conhecem fontes arqueológicas contemporâneas. |
| Semenré                                            |        | 1601-1600 a.C.                            | |
| Seuserenré Bebianque                               |        | (12 anos) 1600-1588 a.C.ou 1602-1591 a.C. | |
| Sequenré Xedeuaste                                 |        | ???? a.C.                                 | |
| Seneferanqueré Pepi III                            |        | ???? a.C.                                 | Pode ter sucedido a Bebianque. Posição incerta.                                                             |
| Jedeotepré Dedumés I                               |        | c.1654 a.C.                               | Posição incerta. Provavelmente pertencentes à Dinastia XIII.                                                |
| Jedeneferé Dedumés II                              |        | ???? a.C.                                 | Posição incerta. Provavelmente pertencentes à Dinastia XIII.                                                |
| Jedanqueré Montensafe                              |        | c.1590 a.C.                               | |
| Meranqueré Mentuotepe VI                           |        | c.1585 a.C.                               | Pode ter pertencido também à dinastia XIII.                                                                 |
| Seneferibré Sesóstris IV (Sesóstris)               |        | ???? a.C.                                 | Pode ter pertencido também à dinastia XIII.                                                                 |
| Nebemaetré                                         |        | ???? a.C.                                 | Posição incerta.                                                                                            |

#### Dinastia XVII
| Nome                                                               | Imagem | Governo             | Consorte                          | Notas |
| ------------------------------------------------------------------ | ------ | ------------------- | --------------------------------- | --- |
| Sequenreuacau Raotepe (sḫm-rˁ w3ḥ-ḫaw Rˁ ḥtp)                      |        | 1580-1576 a.C.      | Desconhecida                      | Segundo Kim Ryholt, foi o fundador da dinastia. |
| Sequenré Uadijecau Sobequensafe I (Sḫm-Rˁ-w3ḏ-ḫˁw Sbk m s3=f)      |        | (Pelo menos 7 anos) | Desconhecida                      | |
| Sequenré Xedetaui Sobequensafe II (Sḫm-Rˁ-šd-t3.w(j) Sbk m s3=f)   |        | c. 1570 a.C.        | Nubkaés pelo menos dois filhos    | Filho de Sobequensafe I. O seu túmulo foi roubado no reinado de Ramessés IX. |
| Sequenré-Uepemaete Antefe V, O Grande (Sḫm-Rˁ-wp M3ˁt Jnj jt=f ˁ3) |        | 1573?-1571 a.C.     | Desconhecida                      | Filho de Sobequensafe II. |
| Nubequeperré Antefe VI (Nbw-ḫpr-R՚ Jnj it=f)                       |        | 1571-c.1565 a.C.    | Sobequensafe pelo menos um filho? | Filho de Sobequensafe II, e irmão de Sequenré-Uepmaete Antefe. |
| Sequemré-Heruhirmaet Antefe VII (Sḫm-Rˁ-hrw-ḥr M3ˁ.t Jnj-it.f)q    |        | c.1565-1560? a.C.   | Haanques pelo menos um filho      | - |
| Senaquetenré Amósis I (Snḫt.n-Rˁ Jˁḥ Ms)                           |        | c.1560-1558 a.C.?   | Tetixeri cinco filhos             | Até 2012 sempre se considerou que este faraó se chamava Taá, O Antigo. Porém, descobertas neste ano revelaram que o verdadeiro nome do faraó era Amósis, como o seu neto fundador da Dinastia XVIII. |
| Sequenenré Taá (Sqnj-n-rˁ T3-ˁ3)                                   |        | 1558–1554 a.C.?     | Aotepe I oito filhos              | Faleceu em batalha contra os hicsos. |
| Uadjequeperré Camés (W3ḏ-ḫpr-Rˁ Kȝ ms(=w))                         |        | 1558–1554 a.C.?     | Aotepe II um filho                | Continuou a política paterna de combate aos hicsos, que seriam expulsos definitivamente no reinado do seu irmão e sucessor, Amósis.                                                                  |

## Império NovoTebano (1550-1069 a.C.)

### Dinastia XVIII
| Nome | Imagem                            | Nascimento                                                                                 | Governo          | Consorte | Morte                                      | Notas |
| --- | --------------------------------- | ------------------------------------------------------------------------------------------ | ---------------- | --- | ------------------------------------------ | --- |
| Neebepetiré Amósis I (II) (nb phty rˁ - Jˁḥ ms(j.w)) (Iahmés, Amos, Amoses)                                    |                                   | ? a.C. Tebas Filho de Taá II e Aotepe I                                                    | c.1550-1525 a.C. | Amósis-Nefertari sete filhos? Amósis-Sitcamés (em bigamia) Amósis-Henutameu (em trigamia)                            | 1525 a.C.                                  | Reconquistou o Egito, expulsando os hicsos. Fundou a Dinastia XVIII, que inaugurou o período designado Império Novo. |
| Djesercaré Amenófis I (Ḏsr-k3-Rˁ jmn-ḥtp, yamānuḥātap) (Amenophis, Amenophthis, Amophis)                       |                                   | ? a.C. Tebas Filho de Nehebpetiré Amósis e Amósis-Nefertari                                | 1525-1506/4 a.C. | Amósis Meritamom | 1506/4 a.C.                                | |
| Aaquepercaré Tutemés I (ˁ3-ḫpr-k3-Rˁ ḏḥwty.ms, Djehutymes) (Mephrés, Misaphris)                                |                                   | ? a.C. Tebas Filho (ilegítimo?) de Djesercaré Amenófis I (provavelmente) e Sensenebe       | 1506/4-1493 a.C. | Amósis dois filhos Mutenofrete (em bigamia) três filhos                                                              | 1493 a.C.                                  | No seu reinado o Egito conheceu um período de expansão territorial. |
| Aequeperenré Tutemés II (ˁ3-ḫpr-n-Rˁ ḏḥwty.ms, Djehutymes) (Chebron, Chebros)                                  |                                   | c.1510 a.C. Tebas Filho de Aaquepercaré Tutemés I e Mutenofrete                            | 1493-1479 a.C.   | Hatexepsute I um filho Isete I (em bigamia) três filhos                                                              | 24 de abril de 1479 a.C. Tebas 30-31 anos  | Iniciou a construção de templos e comandou expedições que se revelaram de reduzida importância. |
| Maetecaré Hatexepsute I (m3ˁt k3 rˁ ḥ3.t-šps.wt) (Amessis, Amensis)                                            |                                   | c.1507 a.C. Tebas Filha de Aaquepercaré Tutemés I e Amósis                                 | 1479-1458 a.C.   | Aaqueperenré Tutemés II um filho                                                                                     | 16 de janeirode 1458 a.C. Tebas 48-49 anos | A segunda mulher-faraó do Egito seguramente atestada (depois de Esquemíofris), governou com o sobrinho-enteado, Tutemés III. Presenciou o zénite do poder egípcio. Célebre pela expedição a Punte, construiu ainda vários templos e monumentos. |
| Menqueperré Tutemés III (mn ḫpr rˁ ḏḥwty.ms, Djehutymes) (Mephramuthosis, Misphragmuthosis, Mispharmutosis)    |                                   | c.1481 a.C. Tebas Filha de Aaquepercaré Tutemés II e Isete I                               | 1479-1425 a.C.   | Satiá antes de 1455 a.C. um filho Hatexepsute II Meritré c. 1455 a.C. seis filhos Nebetu Menui Merti Menete Nebesemi | 11 de março de 1425 a.C. Tebas 55-56 anos  | Governou em conjunto com a tia Madrasta, Hatexepsute. Após a morte desta, prolongou o zénite do poder egípcio, liderando mais de 17 campanhas que alargaram de forma proeminente o Egito, desde Niya, na Síria do Norte, até à Quarta Catarata do rio Nilo, na Núbia. É possível que tenha tentado apagar o nome de Hatexepsute dos seus monumentos e templos.                                                                     |
| Aqueperuré Amenófis II (՚3 ḫprw r՚ jmn-ḥtp, yamānuḥātap) (Mephramuthosis, Misphragmuthosis, Mispharmutosis)    |                                   | c.1455? a.C. Tebas Filho de Menqueperré Tutemés III e Hatxepsute Meritré                   | 1425-1401 a.C.   | Tiaa dez filhos | 1401 a.C. Tebas 53-54 anos                 | O seu reinado viu uma pacificação do Egito com os reinos Mitani. |
| Menqueperré Tutemés IV (mn ḫpr w r՚ ḏḥwty.ms, Djehutymes) (Thmosis, Tuthmosis)                                 |                                   | c.1455? a.C. Tebas Filho de Menqueperré Amenófis II e Tiaa                                 | 1401-1391 a.C.   | Nefertari I sem filhos Iarete c.1394 a.C. sem filhos Mutemuia (em bigamia) um filho                                  | c.1391 a.C. Tebas 55-56 anos               | |
| Nebemaetré Amenófis III, O Magnífico (nb m3ˁt rˁ - jmn-ḥtp, yamānuḥātap) (Amenophis)                           |                                   | c.1400 a.C. Tebas Filho de Menqueperré Amenófis II e Tiaa                                  | 1391-1353 a.C.   | Tí I nove filhos Giluquipa Taduquipa Sitamom Isete II Nebeteneate                                                    | c.1353 a.C. Malcata c.46-47 anos?          | Presenciou um novo zénite do poder egípcio. Construiu vários palácios e monumentos. |
| Neferqueperureuaenré Amenófis IV / Aquenáton (jmn-ḥtp, yamānuḥātap) (Orus)                                     | Ficheiro:GD-EG-Caire Musée061.JPG | c.1375 a.C. Tebas Filho de Nebemaetré Amenófis III e Tí                                    | 1353-1336 a.C.   | Nefertiti seis filhos Quia (de Mitani?) um filho Meritatom Anquesenamon Desconhecida um filho                        | c.1336 a.C. Aquetaton c.38-39 anos         | Fundador do Período de Amarna, substituindo o culto egípcio tradicionalmente politeísta pelo atonismo monoteísta, que se baseava na veneração de Atom, o Sol, como único deus. Trasladou a capital do Império para Aquetaton, cidade depois conhecida como Amarna. A alteração na religião oficial chegou ao ponto de o monarca alterar o seu nome de Amenófis (Amom está satisfeito) para Aquenáton (o espírito atuante de Atom). |
| Anqueperuré Semencaré Djeser Kheperu (ˁnḫ ḫprw rˁ smnḫ k3 rˁ ḏsr ḫprw) (Acencherés, Acherrés, Achencherés)     |                                   | c.1355 a.C.?                                                                               | 1336-1334 a.C.   | Meritatom? um filho?                                                                                                 | c.1334 a.C. Aquetaton c.20-21 anos?        | Faraó misterioso que governou no final do Período de Amarna. O debate é grande: pode ter sido filho ou irmão de Akhenaton, ou mesmo uma mulher. Neste caso poderia tratar-se de Nefertiti ou da sua filha Meritaton. |
| Anqueperuremeri-Neferqueperuré/ Meriuaenré/ Meriatom Neferneferuatom (՚nḫ.t ḫprw r՚ mri w՚ n r՚ nfr nfr w itn) |                                   | ?                                                                                          | 1334-1332 a.C.   | ? | c.1332 a.C. Aquetaton                      | Rainha-faraó misteriosa que governou no final do Período de Amarna, sendo provavelmente idêntica a Semencaré, o que consequentemente faria dela idêntica a Nefertiti ou a sua filha Meritaton. |
| Nebequepruré Tutancâtom - Tutancâmon (nb-ḫprw-rꜥ twt-ꜥnḫ-ỉmn ḥqꜣ-ỉwnw-šmꜥ) (Rathotis)                          |                                   | c.1345 a.C. Aquetaton Filho de Neferqueperureuaenré Amenófis IV - Aquenáton e Desconhecida | 1332-1323 a.C.   | Anquesenamon dois filhos                                                                                             | c.1323 a.C. Tebas c.21-22 anos             | No seu reinado, termina o Período de Amarna, substituindo-se o atonismo monoteísta pelo culto egípcio tradicionalmente politeísta. A capital voltou para Tebas e alterou o seu nome de Tutancâtom (lit. "Imagem viva de Atom") para Tutancâmom (lit. "Imagem viva de Amom"). |
| Queperqueperuré Irimaete Aí (ḫpr ḫprw rˁ ỉrỉ mȝˁt ỉy) (Acencherés II, Acherrés, Ocherés)                       |                                   | c.1390 a.C. Panópolis                                                                      | 1323-1320 a.C.   | Desconhecida um filho Teí um filho Anquesenamon                                                                      | c.1320 a.C. Tebas c.69-70 anos             | Nasceu na nobreza, mas não na realeza. Provavelmente o pai de Nefertiti. Foi grão-vizir de Tutancâmon e sucedeu-o no trono após a sua morte sem descendência. |
| Djeserqueperuresetepenré Horemebe Meriamom (Ḏsr-ḫprw-Rˁ-stp-n-Rˁ Ḥr M-ḥb Mrj-Jmn) (Harmaïs, Armessis, Armaïs)  |                                   | ?                                                                                          | 1320-1292 a.C.   | Amenia Mutenodjmete                                                                                                  | 1292 a.C. Tebas                            | General no Período de Amarna, quando subiu ao trono em 1320 a.C. (apesar de o herdeiro, vivo, ser um outro militar, Nactemim), vandalizou várias imagens e construções dos faraós do Período de Amarna. |

### Dinastia XIX
| Nome                                                                                             | Imagem | Nascimento                                                                                 | Governo        | Consorte | Morte                                                 | Notas |
| ------------------------------------------------------------------------------------------------ | ------ | ------------------------------------------------------------------------------------------ | -------------- | --- | ----------------------------------------------------- | --- |
| Mempetiré Ramessés I (Mn pḥtj rˁ rˁ ms sw ) (Menophrés)                                          |        | c.1345 a.C.? Ávaris? Filho de Seti                                                         | 1292-1290 a.C. | Sitré pelo menos um filho | junho de 1290 a.C. Tebas 54-55 anos                   | Vizir de Horemebe, sucedeu-lhe no trono, inaugurando a Dinastia XIX. |
| Menmaetré Seti I (mn m3ˁt rˁ stḫy) (Sethòs)                                                      |        | c.1324 a.C. Filho de Mempetiré Ramessés I e Sitré                                          | 1290-1279 a.C. | Tuia quatro filhos | 30 de maio de 1279 a.C. Tebas 44-45 anos              | Recuperou uma boa parte do território perdido durante o Período de Amarna. |
| Usermaetré-setpenré Ramessés II, O Grande (wsr MAat-ra-stp-n-ra Ra Ms-sw) (Ozimandias, Rapsaces) |        | c.1303 a.C. Filho de Menmaetré Seti I e Tuia                                               | 1279-1213 a.C. | Nefertari II Meritemute c.1279 a.C.? nove filhos Iseteneferte I depois de 1255 a.C. cinco filhos Maatorneferuré (dos hititas) fevereiro de 1245 a.C. Meritamom c.1245 a.C. sem filhos Bintanate I c.1245 a.C. um filho Nebetaui Henutemiré | julho ou agosto de 1213 a.C. Pi-Ramessés c.89-90 anos | Organizou várias expedições ao Levante, reafirmando a supremacia egípcia na região de Canaã, e continuando a expansão do Império Egípcio, que culminou na Batalha de Cades contra os hititas em 1275 a.C., e no consequente Tratado de Cades tratado de paz entre as duas potências. |
| Banenré Meriamom Merneptá (b3 n r՚ mri imn mri n pht) (Ammenephthés)                             |        | c.1273 a.C. Filho de Usermaetré-setpenré Ramessés II e Iseteneferte I                      | 1213-1203 a.C. | Iseteneferte II cinco filhos Tacate | 2 de maio de 1203 a.C. Pi-Ramessés c.69-70 anos       | Defendeu o Império de ataques líbios e dos Povos do Mar. |
| Menmiré-setpenré Amenemessés (Mn mj r՚ stp.n r՚ imn ms sw) (Ammenemnés)                          |        | ? Filho de Usermaetré-setpenré Ramessés II ou de Banenré Merneptá e Tacate ou Desconhecido | 1203-1200 a.C. | Tí II sem filhos | c.1200 a.C. Tebas?                                    | Identidade incerta. Pode ter sido um usurpador. |
| Userqueperuré Seti II (wsr ḫprw r՚ stp.n r՚ sthy) (Ramessés)                                     |        | Filho de Banenré Merneptá e Iseteneferte II                                                | 1203-1193 a.C. | Tausserte sem filhos Tacate Tiaa | c.1193 a.C. Tebas?                                    | Lutou pelo trono com Amenemessés. |
| Saquenré Meriamom Merneptá Siptá (sḫ՚.n r՚ mr imn s3 pth)                                        |        | ? Filho de de Banenré Meriamom Merneptá? e Sutailija                                       | 1193-1191 a.C. | Não casou | c.1191 a.C. Tebas?                                    | Provavelmente filho de Merneptah, dado que adotou o seu nome quando subiu ao trono, fazendo dele portanto meio-irmão do antecessor. |
| Sitré Merenamom Tausserte (s3.t r՚ mry imn t3 wsr.t) (Thuoris)                                   |        | ? Filha de Banenré Meriamom Merneptá e Tacate                                              | 1191-1189 a.C. | Userqueperuré Seti II | c.1189 a.C. Tebas?                                    | Meia-irmã e esposa de Seti II, sucede ao também seu meio-irmão, Siptah. Provavelmente incapaz de manter a ordem, foi deposta por uma revolta popular chefiada por Setenaquete. |

### Dinastia XX
| Nome                                                                              | Imagem                                             | Nascimento                                                                                     | Governo        | Consorte                                                              | Morte                                                | Notas |
| --------------------------------------------------------------------------------- | -------------------------------------------------- | ---------------------------------------------------------------------------------------------- | -------------- | --------------------------------------------------------------------- | ---------------------------------------------------- | --- |
| Usercauré setepenré Meriamom Setenaquete (wsr ḫ՚w r՚ stp.n r՚ mr imn sth nḫt)     |                                                    | ?                                                                                              | 1189-1186 a.C. | Tí Merenisete um filho                                                | 1186 a.C. Pi-Ramessés?                               | Apesar de não estar relacionado com Seti II, Siptah ou Tausret, e não reconhecer a legitimidade dos dois últimos, poderá ser descendente de Ramessés II.                                                             |
| Usermaetré Meriamom Ramessés III (wsr m3՚t r՚ mr imn r՚ ms sw)                    |                                                    | 1217 a.C. Pi-Ramessés? Filho de Usercauré Setepenré Meriamom Setenaquete e Tí Merenisete       | 1186-1156 a.C. | Titi quatro filhos Ísis Taendejerte um ou dois filhos Tí III um filho | 7 de abril de 1156 a.C. Pi-Ramessés? 60-61 anos      | Lutou contra os Povos do Mar em 1175 a.C.. Foi provavelmente assasinado na sequência de uma conspiração no seu harém.                                                                                                |
| Hecamaetré-setepenamom Ramessés IV (hq3 m3՚t r՚ stp.n imn r՚ ms sw)               |                                                    | c.1200 a.C. Pi-Ramessés? Filho de Usermaetré Meriamom Ramessés III e Titi                      | 1156-1149 a.C. | Duatentopete um filho                                                 | 1149 a.C. Tebas? c.50-51 anos                        | No seu reinado começa o declínio do prestígio egípcio. |
| Usermaetré-sequeperenré Ramessés V (wsr m3՚t r՚ sḫpr.n r՚ r՚ ms sw)               |                                                    | c.1175 a.C. Pi-Ramessés? Filho de Hecamaetré-setepenamom Ramessés IV e Duatentopete            | 1149-1145 a.C. | Henutuati Taueretenru                                                 | 1145 a.C. Tebas? c.29-30 anos                        | Não teve descendência. |
| Nebemaetré Meriamom Ramessés VI (nb m3՚t r՚ mr imn r՚ ms sw)                      |                                                    | c.1180 a.C. Pi-Ramessés? Filho de Filho de Usermaetré Meriamom Ramessés III e Isís Taendejerte | 1145-1137 a.C. | Nubequesbede quatro filhos                                            | 2 de novembro de 1137 a.C. Pi-Ramessés? c.42-43 anos | No seu reinado, apesar de manter o controlo da Núbia, o Egito perdeu a maior parte das suas posses na Síria-Palestina.                                                                                               |
| Usermaetré-setepenré Meriamom Ramessés VII (wsr m3՚t r՚ stp.n r՚ mr imn r՚ ms sw) |                                                    | ? Pi-Ramessés? Filho de Nebemaetré Meriamom Ramessés VI e Nubequesbede                         | 1137-1130 a.C. | Desconhecida um filho                                                 | 1130 a.C. Pi-Ramessés?                               | Não deixou descendência. |
| Usermaetré-akhenamon Ramessés VIII (wsr m3՚t r՚ 3ḫ n imn r՚ ms sw)                | Ficheiro:SFEC MEDINETHABU-Sethiherkhepeshef II.jpg | c.1180 a.C.? Pi-Ramessés? Filho de Usermaetré Meriamom Ramessés III e Isís Taendejerte         | 1130-1129 a.C. | Não casou                                                             | 1129 a.C. Pi-Ramessés? c.48-49 anos                  | Não deixou descendência. |
| Nefercaré-setepenré Ramessés IX (nfr k3 r՚ stp.n r՚ r՚ ms sw)                     |                                                    | Antes de 1164 a.C.? Pi-Ramessés? Filho de Montuercopexefe e Tacate                             | 1129-1111 a.C. | Baquetuernel três filhos                                              | 1111 a.C. Pi-Ramessés? mais de 52-53 anos            | Neto de Ramessés III. A presença do seu nome em Canaã pode sugerir que o domínio egípcio na região do Levante ainda não tinha terminado completamente.                                                               |
| Quepermaetré-setepenré Ramessés X (ḫpr m3՚t r՚ stp.n r՚ r՚ ms sw)                 |                                                    | ? Pi-Ramessés? Filho de Nefercaré-setepenré Ramessés IX e Tacate                               | 1111-1107 a.C. | Desconhecida um filho                                                 | 1107 a.C. Pi-Ramessés?                               | Um monarca pouco documentado, é o último monarca com domínio atestado na Núbia. |
| Menmaetré-setepemptá Ramessés XI (mn m3՚t r՚ stp.n pth r՚ ms sw)                  |                                                    | ? Pi-Ramessés? Filho de Quepermaetré-setepemptá Ramessés X e Desconhecida                      | 1107-1077 a.C. | Tentamom três filhos                                                  | c.1078 a.C. Pi-Ramessés?                             | Durante o seu reinado, o Egito divide-se novamente, dando início a uma nova fase de problemas internos: os sacerdotes de Amom estabelecem e a partir de 1080 a.C. uma capital em Tebas, onde governam como monarcas. |

## Terceiro Período Intermediário(1069-715 a.C.)
Após novo colapso do Império Egípcio, por volta de 1080 a.C., emergiu em Tânis a nativa dinastia XXI, que fez frente aos sumos sacerdotes de Amom, que, na consequência de uma revolta, haviam ascendido ao poder, fundando uma dinastia sacerdotal em Tebas. Embora não se considerando faraós, foram encontrados os seus nomes em cartuchos e eram enterrados em túmulos reais. Pareciam estar ligados aos faraós da dinastia sua opositora, já que existem alguns faraós da Dinastia XXI que se poderão identificar como sacerdotes ou filhos destes. Esta prerrogativa do clero durou até 943 a.C, coincidindo sensivelmente com a extinção da Dinastia XXI.
Por essa altura o Egito foi invadido pelos líbios, que fundaram duas dinastias: a XXII e a XXIII, que foram marcadas pelo conflito e repletas de usurpações de poder.
Surgiu mais tarde, uma dinastia nativa, a XXIV, no Delta Oeste. Por volta dessa altura, no entanto, o Egito sofre novo impacto: a chegada dos núbios, que haviam fundado um reino a sul, com capital em Napata (656–590 a.C.) (e depois em Meroé (590 a.C. – séc. IV d.C.).). Os ocupantes instalaram-e também em Tebas e fundaram a Dinastia XXV, mas acabariam expulsos pelos saítas da Dinastia XXVI, em 653 a.C.

### Dinastia XXI: sede emTânis
| Nome                                         | Imagem | Governo                     | Notas |
| -------------------------------------------- | ------ | --------------------------- | --- |
| Hedjequeperré-setepenré Esmendes I           |        | 1077–1051 a.C.              | Também designado Nesbanebedejede I. Casou com Tentamon, provável filha de Ramessés XI. |
| Nefercaré Hecauasete Amenemnesu              |        | 1051–1047 a.C.              | Um reinado obscuro. |
| Aaqueperré Psusenés I                        |        | (40-51 anos) 1047–1001 a.C. | Também designado Pasebaqueniute I. Filho de Pinedjem I, sumo-sacerdote de Amom. É famoso pelo seu túmulo intacto em Tânis, em prata, que o tornou conhecido como O Faraó de Prata. Foi dos faraós mais poderosos da dinastia. |
| Usermaetré Amenemopé                         |        | 1001–992 a.C.               | Filho de Psusenés I. |
| Aaqueperré Setepenré Osocor, o Velho         |        | 992–986 a.C.                | Também designado Osorcom. Filho de Sisaque, o Velho, grande chefe dos mesuexes, na Líbia. |
| Netejeriqueperré-setepenamom Siamom Meriamom |        | 986–967 a.C.                | De origens desconhecidas, foi no entanto, um dos mais poderosos faraós da dinastia. |
| Titequeperuré Psusenés II                    |        | 967–943 a.C.                | Também designado Pasebaqueniute II. Filho de Pinedjem II, sacerdote de Amom. |

### Dinastia Sacerdotal de Amom: sede emTebas
| Nome              | Imagem | Governo        | Notas |
| ----------------- | ------ | -------------- | --- |
| Herior            |        | 1080–1074 a.C. | Primeiro Sacerdote a reclamar dignidade régia. Governou a partir de Tebas, ainda nos últimos anos do reinado de Ramessés XI, que governava em Pi-Ramessés.             |
| Pianque           |        | 1074–1070 a.C. | |
| Pinedjem I        |        | 1070–1032 a.C. | Filho de Pianque e pai de Psusenés I. |
| Masaarta          |        | 1054–1045 a.C. | Filhos de Pinedjem I. |
| Djedeconsuefanque |        | 1046–1045 a.C. | Filhos de Pinedjem I. |
| Menqueperré       |        | 1045–992 a.C.  | Filhos de Pinedjem I. |
| Esmendes II       |        | 992–990 a.C.   | Também designado Nesbanebedejede II. Filho de Menqueperré. |
| Pinedjem II       |        | 990–976 a.C.   | Filho de Menqueperré e pai de Psusenés II. |
| Psusenés III      |        | 976–943 a.C.   | Também designado Pasebacaenuite III. Possivelmente a mesma pessoa que Psusenés II. Ele ou Pinedjem II são considerados os últimos sacerdotes a considerarem-se faraós. |

### Dinastia XXII: sede emBubástis
Esta dinastia é de origem líbia, tendo governado o Egipto em paralelo com a XXIII, XXIV e XXV dinastias.
| Nome                               | Imagem | Governo      | Notas                                                                            |
| ---------------------------------- | ------ | ------------ | -------------------------------------------------------------------------------- |
| Hedejequeperré-setepenré Sisaque I |        | 943–922 a.C. | Filho de Ninlote, irmão de Osocor o Velho, e grande chefe dos mesuexes, na Líbia |
| Sequenqueperré Osocor I            |        | 922–887 a.C. | Filho de Sisaque I.                                                              |
| Hecaqueperré Sisaque II (a)        |        | 887–885 a.C. | Provavelmente usurpador.                                                         |
| Tutequeperré Sisaque II (b)        |        | c.880 a.C.?  | Faraó de origem desconhecida e posição incerta.                                  |
| Hedejequeperré Harsiese            |        | 880–860 a.C. | Rebelde em Tebas                                                                 |
| Taquelote I                        |        | 885–872 a.C. | Filho de Osocor I.                                                               |
| Usermaetré-setepenamom Osocor II   |        | 872–837 a.C. | Filho de Taquelote I.                                                            |
| Usermaetré-setepenré Sisaque III   |        | 837–798 a.C. |                                                                                  |
| Sisaque IV                         |        | 798–785 a.C. |                                                                                  |
| Usermaetré-setepenré Pami          |        | 785–778 a.C. |                                                                                  |
| Aaqueperré Sisaque V               |        | -            | 778–740 a.C.                                                                     |
| Usermaetré Osocor IV               |        | -            | 740–720 a.C.                                                                     |

### Dinastia XXIII: sede entreHeracleópolis Magna,Hermópolis MagnaeTebas
Também de origem líbia, assentaram-se em Heracleópolis Magna, podendo ter, em algum momento trasladado a sua capital para Hermópolis Magna e/ou Tebas.
| Nome                                  | Imagem | Governo                                               | Notas |
| ------------------------------------- | ------ | ----------------------------------------------------- | --- |
| Hedejequeperré-setepenré Taquelote II |        | 837–813 a.C.                                          | Se antes se pensava pertencer à Dinastia XXII, estudos recentes provaram que poderia ser o fundador da Dinastia XXIII. |
| Usermaetré-setepenamom Pedubaste      |        | 826–813 a.C. (como rebelde) 813-801 a.C. (como faraó) | Rebelde, tomou Tebas a Taquelote II, proclamando-se depois faraó.                                                      |
| Usermaetré-setepenamom Iupute         |        | 812–811 a.C.                                          | Governou com Pedubaste.                                                                                                |
| Usermaetré Sisaque VI                 |        | 801–795 a.C.                                          | Sucedeu a Pedubast. Foi derrubado por Osocor III.                                                                      |
| Usermaetré-setepenamom Osocor III     |        | 795–767 a.C.                                          | Filho de Taquelote II, recuperou Tebas e proclamou-se faraó.                                                           |
| Usermaetré-setepenamom Taquelote III  |        | 773–767 a.C. (sob Osocor III) 767-765 a.C.            | Associado ao governo do pai nos últimos anos de vida deste.                                                            |
| Usermaetré-setepenamom Rudamom        |        | 765–762 a.C.                                          | Filho de Osocor III e irmão de Taquelote III.                                                                          |
| Menqueperré Ini                       |        | .762–? a.C.                                           | Sucedeu a Rudamom em Tebas                                                                                             |

### Dinastia XXIV: sede emSaís
| Nome                      | Imagem | Governo      | Notas |
| ------------------------- | ------ | ------------ | ----- |
| Sepesesré Tefnacte        |        | 740–719 a.C. |       |
| Uacaré Bócoris (Bóchoris) |        | 719–714 a.C. |       |

### Dinastia XXV: sede emTebaseNapata
Dinastia de reis de Napata de origem cuxita.
| Nome                 | Imagem | Governo      | Notas |
| -------------------- | ------ | ------------ | --- |
| Usermaetré Piiê      |        | 744–714 a.C. | Rei da Núbia, conquistou o Egito no vigésimo ano de reinado.                                                 |
| Jedecauré Xabataca   |        | 714–705 a.C. | Até à década de 2010 pensava-se que era o sucessor de Xacaba.                                                |
| Nefercaré Xabaca     |        | 705–690 a.C. | Até à década de 2010 pensava-se que era o antecessor de Xabataca.                                            |
| Cuinefertenré Taraca |        | 690–664 a.C. | |
| Bacaré Tanutamom     |        | 664–657 a.C. | Perdeu o controle do Alto Egito em 656 a.C., quando Psamético I estendeu a sua autoridade a Tebas nesse ano. |

### Dinastia XXVI: sede emSaís
| Nome                      | Imagem | Governo      | Notas                                                                                        |
| ------------------------- | ------ | ------------ | -------------------------------------------------------------------------------------------- |
| Tefnacte II (Stephinates) |        | 685–678 a.C. | Dada a origem, pode ser descendente da Dinastia XXIV. Pai de Necao I.                        |
| Necauba (Nechepsos)       |        | 678–672 a.C. | A sua existência é debatida.                                                                 |
| Menqueperré Necao I       |        | 672–664 a.C. | Morto por uma força invasora cuxita em 664 a.C., liderada por Tanutamom. Pai de Psamético I. |
| Uaibré Psamético I        |        | 664–653 a.C. | Reunificou o Egito em 653 a.C. Filho de Necao I e pai de Necao II.                           |

## Época Baixa (664-332 a.C.)
Apesar da expulsão de Líbios e Núbios, que marcaram o final do Terceiro Período Intermediário, o Egito nunca mais se livrou de investidas estrangeiras: por duas vezes ainda se viu ocupado pelo Império Aqueménida antes de se integrar no mundo greco-romano.

### Dinastia XXVI
| Nome                                                           | Imagem | Nascimento                                                 | Governo      | Consorte                                                                   | Morte                            | Notas |
| -------------------------------------------------------------- | ------ | ---------------------------------------------------------- | ------------ | -------------------------------------------------------------------------- | -------------------------------- | --- |
| Uaibré Psamético I (w3ḥ jb rˤ psmṯ(j)k)                        |        | ? Saís? Filho de Menqueperré Necao I e Istemabete          | 653-610 a.C. | Meitenuesquete dois filhos                                                 | 610 a.C. Saís?                   | Reuniu o Egito em 653 a.C.. |
| Ueemibré Necao II (wḥm ib rˁ nk3w)                             |        | ? Saís? Filho de Uaibré Psamético I e Mehytenweskhet       | 610-595 a.C. | Quedebeneitirbinete I quatro filhos                                        | 595 a.C. Saís?                   | Provavelmente o faraó egípcio que surge como o mais mencionado na Bíblia, dado que interferiu diversas vezes na política de Judá.                                                                          |
| Neferibré Psamético II (nfr ib ra p s m tj k)                  |        | ? Saís? Filho de Ueemibré Necao II e Quedebeneitirbinete I | 595-589 a.C. | Tacuite dois filhos                                                        | 9 de fevereiro de 589 a.C. Saís? | Continuou a interferência na política judaica. |
| Haaibré Apriés (ḥˀˀ jb Rˀ w3ḥ jb Rˀ) (Apriés, Waphres, Hophra) |        | ? Saís? Filho de Neferibré Psamético II e Tacuite          | 589-570 a.C. | Não casou                                                                  | 567 a.C.                         | Continuou a interferência na política judaica. Fugiu do Egito em 570 a.C., após a proclamação do general Amósis como faraó na sequência de uma guerra civil.                                               |
| Henemibré Amósis II (III) (ẖn m jb rˁ jˁḥ ms)                  |        | ? Saís Filho de ? e Tashereniset I                         | 570-526 a.C. | Tentequetá um filho Naquetubasterau dois filhos Ládice de Cirene Tadiasir? | 5826 a.C. Saís                   | Usurpador, o seu reinado foi o último de glória egípcia antes da invasão persa. |
| Anquecaenré Psamético III (՚nḫ k3 r՚ psmtk)                    |        | ? Saís? Filho de Henemibré Amósis II (III) e Tentequetá    | 526-525 a.C. | Desconhecida um filho                                                      | 525 a.C. Susã                    | Governou apenas seis meses antes de enfrentar a invasão persa, que culminou na Batalha de Pelúsio, na qual foi capturado por Cambises II da Pérsia, e levado acorrentado para Susã, onde acabou executado. |

### Dinastia XXVII(Aqueménida)
O Egito foi conquistado pelo Império Persa em 525 a.C., constituindo uma satrapia que integrou o Império até 404 a.C.. Os Xás Aqueménidas do período de dominação foram reconhecidos como faraós, formando-se assim a Dinastia XXVII. A dominação foi pontuada por várias revoltas egípcias.
| Nome                                                       | Imagem | Nascimento                                          | Governo         | Consorte | Morte                           | Notas |
| ---------------------------------------------------------- | ------ | --------------------------------------------------- | --------------- | --- | ------------------------------- | --- |
| Mesutré Cambises (𐎣𐎲𐎢𐎪𐎡𐎹) (mswt-rꜤ… kmbyḏt)                |        | ? Filho de Ciro II da Pérsia e Cassandana           | 525-522 a.C.    | Atossa sem filhos Upandus sem filhos Faidima sem filhos Nitétis do Egito sem filhos                                                                                     | julho de 522 a.C. Ecbátana      | Imperador Persa como Cambises II, conquistou o Egito após derrotar Psamético III na Batalha de Pelúsio (525 a.C.). |
| Bardia (𐎲𐎼𐎮𐎡𐎹) (Esmérdis)                                  |        | ? Filho de Ciro II da Pérsia e Cassandana           | 522 a.C.        | Fedima sem filhos | 522 a.C.                        | Irmão de Cambises, usurpador. |
| Setutré Dário I O Grande (, Dārayava(h)uš) (rꜤ-sttw drjwš) |        | c.550 a.C. Filho de Histaspes da Pérsia e Rodogine  | 522-486 a.C.    | Atossa pelo menso três filhos Artístone pelo menos um filho Pármis sem filhos Fratagone sem filhos Faidime sem filhos Filha desconhecida de Gobrias pelo menos um filho | outubro de 486 a.C. c.64 anos   | Primo de Ciro II da Pérsia, dado que o bisavô de Dário, Ariarâmenes, era irmão de Ciro I, avô de Ciro II. Governou o Império no seu auge, numa extensão que incluía, para além da Pérsia em si (Sudoeste Asiático) e o Egito (Nordeste e outras porções no norte de África), o Cáucaso, partes dos Balcãs (Trácia-Macedónia e Peónia), uma boa parte das costas do Mar Negro, Ásia Central até ao Vale do Indo. Dário organizou e dividiu o seu império em regiões administrativas (ou satrapias), introduziu um sistema monetário uniformizado, reformou estradas, introduziu medidas padrão de pesos e medidas e fez do aramaico a língua oficial do Império, contribuindo para a centralização e unificação do mesmo, que se verificou ainda no seu reinado. |
| Seeruibré Pedubaste III (shrw ib r՚ P3-dj-B3stt)           |        | ?                                                   | 522/21-520 a.C. | Provavelmente não casou | c.520 a.C.                      | Faraós rebeldes do Egito, nativos. Sem relação com os Aqueménidas. |
| Nebecaenré/Amósis Psamético IV (Nb-k3-n-Rˁ psmṯ(j)k)       |        | ?                                                   | c.480 a.C.      | Provavelmente não casou | c.480 a.C.                      | Faraós rebeldes do Egito, nativos. Sem relação com os Aqueménidas. |
| Xerxes I O Grande (𐎧𐏁𐎹𐎠𐎼𐏁𐎠, Xšayaṛša)                      |        | c.519 a.C. Filho de 'Setutré Dário I e Atossa       | 486-465 a.C.    | Amástris c.486 a.C. cinco filhos | agosto de 465 a.C. c.53/54 anos | Governou o Império no seu auge. Apesar de falhar as suas investidas na Grécia, em 480 a.C., conseguiu temporariamente uma pequena porção territorial a norte do Istmo de Corinto. Contudo, o ganho foi revertido nas batalhas perdidas de Salamina e Plateia. Esmagou ainda revoltas na Babilónia e no Egito. Foi assassinado pelo chefe da guarda imperial. |
| Artabano O Hircano                                         |        | ?                                                   | 465-464 a.C.    | Provavelmente não casou | 464 a.C.                        | Chefe da guarda imperial e assassino de Xerxes I. Provavelmente regente. |
| Artaxerxes I Braço-Longo (𐎠𐎼𐎫𐎧𐏁𐏂, Artaxšaça)               |        | ? Filho de Xerxes I e Amástris                      | 464-424 a.C.    | Damaspia um filho Alogina da Babilónia um filho Cosmartidena da Babilónia um filho Andia da Babilónia dois filhos                                                       | 424 a.C.                        | Esmagou mais um revolta no Egito. Para derrotar os atenienses, na Grécia, apoiou os seus inimigos, estratégia que levou a uma nova batalha, e posteriormente à Paz de Cálias (449 a.C.), entre a Pérsia e as cidades gregas de Argos e Atenas. |
| Xerxes II (𐎧𐏁𐎹𐎠𐎼𐏁𐎠, Xšayaṛša)                              |        | ? Filho de Artaxerxes I e Damaspia                  | 425-424 a.C.    | Provavelmente não casou | 424 a.C.                        | Reivindicou o trono persa. |
| Soguediano (Sogdyậna)                                      |        | ? Filho de Artaxerxes I e Alogina da Babilónia      | 424-423 a.C.    | Provavelmente não casou | 424 a.C.                        | Filho de Artaxerxes I. Não deixou descendência. |
| Dário II (, Dārayava(h)uš)                                 |        | ? Filho de Artaxerxes I e Cosmartidena da Babilónia | 423-404 a.C.    | Filha desconhecida de Gobrias pelo menos um filho quatro filhos Parisátide treze filhos                                                                                 | 404 a.C.                        | Instruiu os seus sátrapas a fazerem uma aliança com Esparta contra Atenas. Esmagou uma rebelião dos Medos. Após a sua morte, o Egito libertou-se do controlo persa. |

### Dinastia XXVIII
| Nome                                    | Imagem | Nascimento | Governo      | Consorte  | Morte                      | Notas |
| --------------------------------------- | ------ | ---------- | ------------ | --------- | -------------------------- | --- |
| Amenirdisu (ỉmn-ỉr-dỉ-s<w>) (Amirtaeus) |        | ?          | 404-399 a.C. | Não casou | outubro de 399 a.C. Mênfis | Descendente da Dinastia XXVI. Após uma primeira tentativa frustrada em 411 a.C., levou a cabo nova insurreição que libertou o Egito da invasão persa. Contudo não deixou descendência. |

### Dinastia XXIX
| Nome                                                                       | Imagem | Nascimento                               | Governo                   | Consorte                         | Morte      | Notas |
| -------------------------------------------------------------------------- | ------ | ---------------------------------------- | ------------------------- | -------------------------------- | ---------- | --- |
| Baenré Merineteru Neferités I (b3 n r՚ mr ntrw n3i.f ՚3w rd ) (Nepherites) |        | ?                                        | 399-393 a.C.              | Desconhecida pelo menos um filho | 393 a.C.   | Derrotou Amenirdisu, e fundou uma nova dinastia.                                                               |
| Quenmaetré Acoris (ẖnm M3ˁ.t-Rˁ hkr) (Acoris)                              |        | ? Filho de Baenré Merineteru Neferités I | 392-391 a.C. 390-379 a.C. | Desconhecida pelo menos um filho | 393 a.C.   | Deposto por Psamutes, destronou-o e iniciou um brilhante reinado que constituiu o ponto mais alto da dinastia. |
| Psamutes (n3i.f ՚3w rd ) (Psammuthis)                                      |        | ?                                        | c.391-390 a.C.            | Provavelmente não casou          | c.379 a.C. | Provavelmente usurpador, depôs Acoris, mas foi deposto por este, que regressou ao trono.                       |
| Neferités II (n3i.f ՚3w rd ) (Nepherites)                                  |        | ? Filho de Khenmaetré Hakor              | c.379 a.C.                | Provavelmente não casou          | c.379 a.C. | Após governar por quatro meses, foi deposto e morto por Nectanebo I.                                           |

### Dinastia XXX
| Nome                                                     | Imagem | Nascimento                    | Governo           | Consorte                         | Morte                   | Notas |
| -------------------------------------------------------- | ------ | ----------------------------- | ----------------- | -------------------------------- | ----------------------- | --- |
| Quepercaré Nectanebo I (Ḫpr-k3-Rˁ Nḫt nb.f) (Nectanebes) |        | ? Filho de Theos              | 379 - 362 a.C.    | Desconhecida dois filhos         | 361/60 a.C.             | Depôs Neferités II. |
| Irimaetenré Teos (Jrj M3ˁt-n-Rˁ Ḏd Ḥr) (Teos, Tachos)    |        | ? Quepercaré Nectanebo I      | 364-360 a.C.      | Desconhecida pelo menos um filho | Depois de 358/59 a.C.   | Governou provavelmente com o pai por três anos, antes de ascender ao trono. Durante uma campanha contra os Persas, deixou o Egito a cargo do seu irmão, o príncipe Tjaapimu, que, aproveitando-se da impopularidade do irmão, orquestrou a sua deposição, e a aclamação do seu próprio filho, Nectanebo. |
| Nectanebo II (n3i.f ՚3w rd ) (Nectanebes)                |        | c.380 a.C. Filho de Tjahapimu | 358/59 - 343 a.C. | Provavelmente não casou          | c.340 a.C c.39/40 anos? | Neto de Nectanebo I. No seu reinado, o Egito sofreu uma nova invasão persa, durante a qual foi deposto, Faleceu pouco depois. Nectanebof II ficou conhecido por ter sido o último monarca nativo do Egito.                                                                                               |

### Dinastia XXXI(Aqueménida)
Esta dinastia é constituída por reis persas que governaram o Egipto no segundo período de dominação persa.
| Nome                                       | Imagem | Nascimento                                             | Governo      | Consorte                            | Morte                                                    | Notas |
| ------------------------------------------ | ------ | ------------------------------------------------------ | ------------ | ----------------------------------- | -------------------------------------------------------- | --- |
| Artaxerxes II (𐎠𐎼𐎫𐎧𐏁𐏂, Artaxšaça)          |        | c.425 a.C. Filho de Artaxerxes II da Pérsia e Estatira | 343-338 a.C. | Desconhecida pelo menos dois filhos | entre 26 de agosto e 25 de setembro de 338 a.C c.87 anos | Imperador Persa como Artaxerxes III, reconquistou o Egito após derrotar Nectanebo II. |
| Artaxerxes III (Arsés) (𐎠𐎼𐎫𐎧𐏁𐏂, Artaxšaça) |        | ? a.C. Filho de Artaxerxes II                          | 338-336 a.C. | Provavelmente não casou             | 336 a.C.                                                 | Imperador Persa como Artaxerxes IV. Reinado marcado por hostilidades com o Reino da Macedónia. |
| Dário III (, Dārayava(h)uš)                |        | c.425 a.C. Filho de Artaxerxes II da Pérsia e Estatira | 336-332 a.C. | Estatira pelo menos dois filhos     | julho de 330 a.C.                                        | Neto materno de Artaxerxes II da Pérsia. Perdeu o Egito para a Macedónia em 332 a.C.. Acabou derrotado na Batalha de Gaugamela (331 a.C.) da qual conseguiu fugir. Não sobreviveu porém muito mais tempo. |
| Cababas                                    |        |                                                        | 338-335 a.C. |                                     |                                                          | |

## Período helenístico(332–30a.C.)

### Dinastia Macedónica
| Nome                                                                                   | Imagem | Nascimento                                                                                 | Governo      | Consorte | Morte                                            | Notas |
| -------------------------------------------------------------------------------------- | ------ | ------------------------------------------------------------------------------------------ | ------------ | --- | ------------------------------------------------ | --- |
| Setepenré meriamom Alexandre I O Grande (Ἀλέξανδρος ὁ Μέγας) (Ꜥlwksjndrs, Aluxsindres) |        | 20 de julho de 356 a.C. Pela, Macedónia Filho de Filipe II da Macedónia e Olímpia do Epiro | 332-323 a.C. | Roxana da Báctria um filho Estatira II 324 a.C. (em bigamia) sem filhos Parisátide da Pérsia 324 a.C. (em trigamia) sem filhos | 10 de junho de 323 a.C. Babilónia 32 anos        | Após conquistar a Pérsia, Alexandre conquistou também o Egito faraónico.                                                                     |
| Filipe Arrideus (Φίλιππος Γ΄ ὁ Ἀρριδαῖος) (Ꜥplwypwsꜣ, Peluypusa)                       |        | 359 a.C. Filho de Filipe II da Macedónia e Filina de Larissa                               | 323-317 a.C. | Eurídice da Macedónia c.320 a.C.? sem filhos                                                                                   | 25 de dezembro de 317 a.C. Anfípolis 41-42 anos  | Meio-irmão de Alexandre O Grande. Proclamado rei após a morte deste, na verdade os vários reinos de Alexandre foram governados por generais. |
| Caibré setepenamom Alexandre IV (Ἀλέξανδρος Δ΄) (Ꜥlwksjndrs, Aluxsindres)              |        | agosto de 323 a.C. Filho de Alexandre I e Roxana da Báctria                                | 316-304 a.C. | Não casou | agosto/setembro de 309 a.C. Macedónia 13-14 anos | Não deixou descendência. Com a sua morte o Império formado pelo pai divide-se pelos seus generais: o Egito coube a Ptolemeu.                 |

### Dinastia Ptolemaica
(Nota: Numerar os faraós desta dinastia é uma invenção moderna: os gregos distinguiam-nos pelo epíteto ("Filopátor") ou cognome ("Auleta"). A numeração mostrada abaixo é consensual no momento. Contudo, já foi bastante debatida, sobretudo no século XIX, sobre quais dos monarcas deveriam ser contados como reinantes. Como as fontes mais antigas poderem dar numerações mais altas ou mais baixas, os epítetos tornam-se, na verdade, a forma mais confiável para determinar o monarca a que se referem as fontes. Os epítetos gregos estão na sua forma original.)
| Nome | Imagem                                           | Nascimento | Governo                                                 | Consorte | Morte                                                              | Notas |
| --- | ------------------------------------------------ | --- | ------------------------------------------------------- | --- | ------------------------------------------------------------------ | --- |
| Setepenré meriamom Ptolemeu I Soter (Πτολεμαῖος Σωτήρ) (ptwꜢlwmys, Petualumys) |                                                  | 367 a.C. Macedónia Filho de Lago (ou Filipe II da Macedónia) e Arsínoe da Macedónia                                                               | 304-284 a.C.                                            | Artacama 324 a.C. sem filhos Eurídice da Macedónia 321 a.C. cinco filhos Berenice I (da Macedónia) 317 a.C. (em bigamia?) três filhos | 282 a.C. Alexandria, Egito 83-84 anos                              | General de Alexandre O Grande, fundou uma dinastia própria no Egito. Após a morte de Antígono Monoftalmo, reconquistou a Síria e o Chipre. Ficou conhecido como Sóter, ou Salvador |
| Berenice I (Βερενίκη A') (bjrnjkt, Bereniket) |                                                  | 340 a.C. Macedónia Filha de Magas da Macedónia e Antígona da Macedónia                                                                            | 304-284 a.C.                                            | Ptolemeu I Soter 317 a.C. três filhos | c. 270 a.C. Egito c.69-70 anos                                     | Governou o Egito em conjunto com o esposo. |
| Usercaré meriamom Ptolemeu II Filadelfos (Πτολεμαῖος Φιλάδελφος) (ptwꜢlwmys, Petualumys) |                                                  | 309 a.C. Cós Filho de Ptolemeu I Soter e Berenice I                                                                                               | 285-282 a.C. (sob Ptolemeu I e Berenice I) 282-246 a.C. | Arsínoe I (da Trácia) c.280 a.C. três filhos Arsínoe II Filadelfos (do Egito) c.274 a.C. sem filhos | 29 de janeiro de 246 a.C. Alexandria, Egito 83-84 anos             | Período áureo da dinastia, com a corte de Alexandria no seu esplendor material e literário. Por ter desposado a irmã, ficou conhecido como Filadelfos, Amado pelo(a) Irmã(o). |
| Arsínoe I (Αρσινόη Α’) (ir-si-nꜢt, Irsinat) |                                                  | 305 a.C. Macedónia Filha de Magas da Macedónia e Antígona da Macedónia                                                                            | c.280-274 a.C.                                          | Ptolemeu II Filadelfos c.280 a.C. três filhos | 247 a.C. Copto c.69-70 anos                                        | Governou o Egito em conjunto com o esposo. Provavelmente por instigação da cunhada, Arsínoe, foi acusada pelo marido de conspirar contra ele, e acabou exilada. |
| Quenenmetibenmaete Netejeru Arsínoe II Filadelfos (Αρσινόη B’ Φιλάδελφος) (ir-si-nꜢt, Irsinate) |                                                  | 316 a.C. Mênfis Filha de Ptolemeu I Soter e Berenice I                                                                                            | 274-268 a.C.                                            | Lisímaco I da Trácia c.300 a.C. três filhos Ptolemeu I Cerauno da Trácia c.281 a.C. sem filhos Ptolemeu II Filadelfos c.274 a.C. sem filhos | julho de 268 a.C. Alexandria c.69-70 anos                          | Depois de conspirar contra a cunhada, casou com o próprio irmão e governou o Egito com ele. O seu papel como rainha inspirou as suas sucessoras: surgia o irmão em atos públicos, partilhava todos os títulos com ele e contribuía para a política externa. Por ter desposado o irmão, ficou conhecida como Filadelfos, Amado pelo(a) Irmã(o). |
| Iuaensenuinetejerui setepenré sequemanquenamimPtolemeu III Euergetes (Πτολεμαῖος Εὐεργέτης) (ptwꜢlwmys, Petualumys) |                                                  | 284/1 a.C. Cós Filho de Ptolemeu II Filadelfos å Arsínoe I                                                                                        | 246-222 a.C.                                            | Berenice II (de Cirene) 244/3 a.C. seis filhos | entre ïutubro e dezembro de 222 a.C. Alexandria, Egéto 83-84 anos  | O seu casamento possibilitou a anexação de Cirene. Ficou conhecido como Evérgeta, ou Benfeitor. |
| Meritenetejerou Berenice II Euergetes (Βερενίκη B' Εὐεργέτις) (bjrnjkt, Bereniket) |                                                  | 267/6 a.C. Filha de Magas de Cirene e Apama II (da Síria)                                                                                         | 244-222 a.C.                                            | Demétrio I de Cirene c.250 a.C. sem filhos Ptolemeu III Euergetes 244/3 a.C. seis filhos | 221 a.C. Egito c.45-46 anos                                        | Governou o Egito em conjunto com o esposo. Além de uma notável administradora, era conhecida como excelente amazona, tendo mesmo entrado em batalhas. Participou nas Olimpíadas por volta de 243 a.C., onde venceu uma corrida de quadrigas. Foi assassinada pelo filho e sucessor, Ptolemeu IV. Ficou conhecida como Evérgeta, ou Benfeitora. |
| Iuaenetejeruimenecui Setepemptá Usercaré Sequemancâmom Ptolemeu IV Filopator (Πτολεμαῖος Φιλοπάτωρ) (ptwꜢlwmys, Petualumys) |                                                  | maio ou junho de 244 a.C. Alexandria Filho de Ptolemeu III Euergetes e Berenice II Euergetes                                                      | 222-204 a.C.                                            | outubro ou novembro de 220 a.C. um filho | julho ou agosto de 204 a.C. Alexandria 40 anos                     | No seu reinado começou a decadência do Egito Ptolemaico. Assassinou a sua mãe para evitar a sua influência, e diz-se que poderá também ter morto o pai, ficando-lhe o epíteto Filópator (Amado(a) pelo pai) como um sinal irónico do seu ato. Ao longo do seu reinado deixou-se influenciar por vários cortesãos que tomaram as rédeas do poder. |
| Arsínoe III Téa Filopator (Ἀρσινόη ἡ Θεά Φιλοπάτωρ) (ir-si-nꜢt, Irsinat) |                                                  | 246 a.C. Alexandria Filha de Ptolemeu III Euergetes e Berenice II Euergetes.                                                                      | 220-204 a.C.                                            | outubro ou novembro de 220 a.C. um filho | 204 a.C. Alexandria 41-42 anos                                     | Governou o Egito em conjunto com o esposo. Foi a primeira rainha da dinastia a conceber um filho do próprio irmão. Ficou conhecida como Téa Filópator (Deus (a) amado (a) pelo pai). |
| Agátocles |                                                  | ? | 204-202 a.C.                                            | Desconhecida | 202 a.C.                                                           | Cortesãos de Ptolemeu IV, assassinaram Arsínoe III para que esta não tomasse a regência. Em 202 a.C. foram expulsos do poder pelo general Tlepólemo. |
| Sosíbio |                                                  | ? | 204-202 a.C.                                            | Desconhecida | depois de 202 a.C.?                                                | Cortesãos de Ptolemeu IV, assassinaram Arsínoe III para que esta não tomasse a regência. Em 202 a.C. foram expulsos do poder pelo general Tlepólemo. |
| Tlepólemo |                                                  | ? | 202-201 a.C.                                            | Desconhecida | 202 a.C.                                                           | A sua conduta e gastos frívolos levou a que fosse retirado do poder. |
| Aristómenes de Alizeia |                                                  | ? | 201-197 a.C.                                            | Desconhecida | depois de 196 a.C.                                                 | Governou durante o último período de regência do faraó. Permaneceu no poder como chefe dos ministros quando o monarca atingiu a maioridade. |
| Horwennefer |                                                  | antes de 205 a.C. | 205-197 a.C.                                            | Desconhecida pelo menos um filho | depois de 197 a.C.                                                 | Faraó rebelde a sul. |
| Iuaenetejeruimer(ui)ite Setepemptá Usercaré Sequemancâmom Ptolemeu V Epifanes Eucaristos (Πτολεμαῖος Ἐπιφανής) (ptwꜢlwmys, Petualumys) |                                                  | 9 de outubro de 210 a.C. Alexandria Filho de Ptolemeu IV Filopator e Arsínoe III Filopator                                                        | 197-180 a.C.                                            | 193 a.C. Rafa três filhos | 180 a.C. Alexandria 29-30 anos                                     | Reinado marcado por guerras externas com a Macedónia e a Síria, e também internas, com faraós rebeldes a contestarem o seu poder no Egito. Conhecido como Epifanes (O Ilustre). |
| Cleópatra I Téa Epifanes Sira (Κλεοπάτρα A' Θεά Ἐπιφανής Σύρα) (Kluapadrat) |                                                  | 204 a.C. Filha de Antíoco III da Síria e Laódice III (de Ponto)                                                                                   | 193-180 a.C.                                            | 193 a.C. Rafa três filhos | abril ou maio de 176 a.C. Alexandria 27-28 anos                    | Governou o Egito em conjunto com o esposo, e depois sozinha, como regente, sendo a primeira rainha a fazê-lo. Parou a preparação de uma invasão à Síria que o seu esposo planeava fazer antes de falecer. |
| Cleópatra I Téa Epifanes Sira (Κλεοπάτρα A' Θεά Ἐπιφανής Σύρα) (Kluapadrat) | 180-176 a.C.                                     | 204 a.C. Filha de Antíoco III da Síria e Laódice III (de Ponto)                                                                                   |                                                         | 193 a.C. Rafa três filhos | abril ou maio de 176 a.C. Alexandria 27-28 anos                    | Governou o Egito em conjunto com o esposo, e depois sozinha, como regente, sendo a primeira rainha a fazê-lo. Parou a preparação de uma invasão à Síria que o seu esposo planeava fazer antes de falecer. |
| Anqueuenefer |                                                  | antes de 197 a.C. Filho de Horuenefer | 197-185 a.C.                                            | Desconhecida | depois de 185 a.C.                                                 | Faraó rebelde a sul. |
| Iuaenetejeruiperu Setepemptaqueperi Irimaetamonré Ptolemeu VI Filometor (Πτολεμαῖος Φιλομήτωρ) (ptwꜢlwmys, Petualumys) |                                                  | entre 7 de maio e 5 de junho de 186 a.C. Alexandria Filho de Ptolemeu V Epifanes Eucaristos e Cleópatra I Téa Epifanes Sira                       | 176-164 a.C. 163-145 a.C.                               | Cleópatra II Filometor Soteira 173 a.C. Alexandria cinco filhos | 145 a.C. Antioquia 40-41 anos                                      | Reinado marcado pelo conflito com a Síria pela posse da Cele-Síria, que o Egito reclamava como sua através de um suposto dote de Cleópatra I. Este conflito impopularizou Ptolemeu, que, durante uma viagem a Roma para pedir auxílio para os seus propósitos, viu o seu trono tomado pelo seu irmão homónimo. Contudo, após depor o irmão e regressar ao trono, e pouco antes de falecer, conseguiu ocupar a Síria, conquistar Selêucia e coroar-se Rei da Ásia. O seu epíteto, Filometor (Amado (a) pela mãe) poderá estar relacionado com a regência da mãe nos primeiros anos de reinado.    |
| Cleópatra II Filometor Soteira (Κλεοπάτρα Φιλομήτωρ Σωτήιρα) (Kluapadrat) |                                                  | 185 a.C. Alexandria Filha de Ptolemeu V Epifanes Eucaristos e Cleópatra I Téa Epifanes Sira                                                       | 173-164 a.C. 163-127 a.C. 124-116 a.C.                  | Ptolemeu VI Filometor 173 a.C. Alexandria cinco filhos Ptolemeu VII Euergetes Fiscon 145 a.C. Alexandria um filho | 116 a.C. Alexandria 68-69 anos                                     | Governou o Egito em conjunto com Ptolemeu VI; seguidamente foi regente do filho, Ptolemeu VIII até ao seu assassinato no ano seguinte; e por fim governou com Ptolemeu VII, com quem teve várias divergências: em 131 a.C. depôs o novo esposo (e também irmão), e governou o Egito sozinha. Em 127 foi deposta e em 124 reconciliou-se com o esposo, com quem governou até à morte, em 116 a.C.. Conhecida como Filometor (Amado (a) pela mãe) e Soteira (Salvadora). |
| Antíoco IV Epifanes da Síria (Ἀντίοχος Δ΄ ὁ Ἐπιφανής) |                                                  | 215 a.C. Filho de Antíoco III da Síria e Laódice III (de Ponto)                                                                                   | 168 a.C.                                                | Laódice IV c.170 a.C. cinco filhos | novembro ou dezembro de 164 a.C.                                   | Rei da Síria, invadiu o Egito em c. 168 a.C. Conhecido como Epifanes (Ilustre ou Manifestação Divina). |
| Iuaenetejeruiperui setepemptá irimaetré sequemanquenamom Ptolemeu VII (VIII) Euergetes Fiscon (Πτολεμαῖος Εὐεργέτης) (ptwꜢlwmys, Petualumys) |                                                  | 182 a.C. Alexandria Filho de Ptolemeu V Epifanes Eucaristos e Cleópatra I Téa Epifanes Sira                                                       | 164-163 a.C. 145-132 a.C. 126-116 a.C.                  | Cleópatra II Filometor Soteira 145 a.C. Alexandria um filho Cleópatra III Euergetes Filometor Soteira Kokke 139 a.C. Alexandria cinco filhos | 26 de junho de 116 a.C. Alexandria 65-66 anos                      | Reinado marcado pelo conflito familiar: consegue depor os irmãos, Ptolemeu VI e Cleópatra II, em 164, para ser deposto pelos mesmos no ano seguinte; regressa em 145, após a morte do irmão, para casar com a irmã viúva. Casa-se simultaneamente com a filha desta (e sobrinha), Cleópatra III. Contudo, ambos acabam depostos por Cleópatra II em 132, governando ela o Egito sozinha, até nova investida dele e de Cleópatra III, que recuperam o trono em 126. Em 124 reconcilia-se com Cleópatra II e os três governam novamente em conjunto até 116 a.C., data da sua morte.               |
| Ptolemeu VIII (VII) Neos Filopator (Πτολεμαῖος Νέος Φιλοπάτωρ) (ptwꜢlwmys, Petualumys) |                                                  | 152 a.C. Alexandria Filho de Ptolemeu VI Filometor e Cleópatra II Filometor Soteira                                                               | 145-144 a.C.                                            | Não casou | 144 a.C. Alexandria 7-8 anos                                       | Proclamado faraó pela mãe, mas é assassinado pelo tio-padrasto, Ptolemeu VII. Conhecido como Neos Filopator (Novo (a) amado (a) pelo pai). Há hipóteses de nem sequer ter acedido ao poder e ter-lhe sido concedida dignidade régia apenas postumamente. |
| Cleópatra III Euergetes Filometor Soteira Kokke (Κλεοπάτρα Εὐεργέτις Φιλομήτωρ Σωτήιρα) (Kluapadrat) |                                                  | c.160 a.C. Alexandria Filha de Ptolemeu VI Filometor e Cleópatra II Filometor Soteira                                                             | 139-132 a.C. 126-101 a.C.                               | Ptolemeu VII Euergetes Fiscon 139 a.C. Alexandria cinco filhos | 101 a.C. Alexandria c.58-59 anos                                   | Governou o Egito em conjunto com Ptolemeu VII; deposta pela mãe em 132, recupera, com o esposo e tio, o trono em 127. Em 124 o esposo e a mãe reconciliaram-se, e governaram os três em conjunto até à morte daqueles em 116 a.C.. A partir daí, governando com os filhos, Ptolemeu IX e Ptolemeu X, teve de gerir o seu poder no conflito que cedo minou a relação entre os irmãos. Acabou assassinada pelo filho, Ptolemeu X, em 101 a.C. Conhecida como Euergetes (Benfeitor (a)), Filometor (Amado (a) pela mãe) e Soteira (Salvadora). Também terá usado o epíteto Kokke, segundo Estrabão. |
| Ptolemeu Menfites (Πτολεμαῖος Μεμφίτης) (ptwꜢlwmys, Petualumys) |                                                  | 144 a.C. Mênfis Filho de Ptolemeu VII Euergetes Fiscon e Cleópatra II Filometor Soteira                                                           | 131 a.C.                                                | Não casou | 131 a.C. Alexandria 12-13 anos                                     | Proclamado faraó pela mãe, em rebeldia contra o pai, mas é assassinado por este. |
| Harsiesi |                                                  | antes de 131 a.C. | 131-130 a.C.                                            | Desconhecida | setembro de 130 a.C.                                               | Faraó rebelde a sul. |
| Iuanetejermenequenetejerete Meretemutesnedejete Setepemptá Irimaetré Sequemancâmom Ptolemeu IX Soter Latiros (Πτολεμαῖος Σωτήρ Λάθυρος) (ptwꜢlwmys, Petualumys)                                                                                          |                                                  | 18 de fevereiro de 142 a.C. Alexandria Filho de Ptolemeu VII Euergetes Fiscon e Cleópatra III Euergetes Filometor Soteira Kokke                   | 116-110 a.C. 110-109 a.C. 88-80 a.C.                    | Cleópatra IV c.119/18 a.C. Alexandria (anulado em 115 a.C.) provavelmente dois filhos Cleópatra Selene I 115 a.C. Alexandria (anulado em 107 a.C.) pelo menos um filho | março de 80 a.C. Alexandria 62 anos                                | Reinado marcado pelo conflito familiar: deposto peal mãe e pelo irmão, foge para o Chipre, de onde consegue regressar em 88 a.C.. |
| Cleópatra IV (Κλεοπάτρα) (Kluapadrat) |                                                  | 138 a.C. Alexandria Filha de Ptolemeu VII Euergetes Fiscon e Cleópatra III Euergetes Filometor Soteira Kokke                                      | 116-115 a.C.                                            | Ptolemeu IX Soter Latiros c.119/18 a.C. Alexandria (anulado em 115 a.C.) provavelmente dois filhos Antíoco IX Eusebes Cisicenos da Síria 113/12 a.C. Chipre provavelmente um filho | 112 a.C. Antioquia 25-26 anos                                      | Governou em conjunto com o esposo-irmão, mas cedo acabou expulsa pela mãe, que casou Ptolemeu com outra irmã, Cleópatra Selene. Casando novamente na Síria, acabou por constituir uma ameaça para a sua irmã Trifena, que ordenou o seu assassinato, em Antioquia. |
| Cleópatra Selene I (Κλεοπάτρα Σελήνη) (Kluapadrat) |                                                  | 135 a.C. Alexandria Filha de Ptolemeu VII Euergetes Fiscon e Cleópatra III Euergetes Filometor Soteira Kokke                                      | 115-110 a.C. 110-109 a.C. 107-103 a.C.                  | Ptolemeu IX Soter Latiros 115 a.C. Alexandria pelo menos um filho Ptolemeu X Alexandre I 107 a.C. Alexandria (anulado em 103 a.C.) um filho Antíoco VIII Epifanes Calinicos Filometor Gripos da Síria 102 a.C. sem filhos Antíoco IX Eusebes Cisicenos da Síria 96 a.C. sem filhos Antíoco X Eusebes Filopator da Síria 95 a.C. três filhos | 69 a.C. Selêucia 25-26 anos                                        | Favorecida pela mãe em detrimento de Cleópatra IV, acabou um peão no jogo político da mãe, oque explica o seu elevado número de casamentos.Casando com os seus dois irmãos, conseguiu estabelecer por algum tempo o seu poder no Egito. O divórcio de Ptolemeu X, em 103, fez com que a mãe a conduzisse para a Síria, conde desposou mais três monarcas desse reino. Acabaria inclusive por chegar a rainha reinante da Síria, a partir de 82 a.C.. |
| Iuanetejermenequenetejerete Menquetré Setepemptá Irimaetré Senenanquenamom Ptolemeu X Alexandre I (Πτολεμαίος Αλέξανδρος) (ptwꜢlwmys Ꜥlksntrs, Petualumys Aleksentres)                                                                                   |                                                  | 140 a.C. Alexandria Filho de Ptolemeu VII Euergetes Fiscon e Cleópatra III Euergetes Filometor Soteira Kokke                                      | 110 a.C. 109-88 a.C.                                    | Cleópatra Selene I 107 a.C. Alexandria (anulado em 103 a.C.) um filho Cleópatra Berenice III Téa Filopator 101 a.C. Alexandria um filho | março de 88 a.C. 51-52 anos                                        | Reinado marcado pelo conflito familiar: consegue depor o irmão por duas vezes, antes de assassinar a mãe, em 101 a.C.. O povo, revoltado contra ele, força-o a exilar-se, uma primeira vez na Síria e depois no Chipre, e a caminho desta ilha acabou assassinado. |
| Iripatete Uer(et)esu(te) Cleópatra Berenice III Téa Filopator (Κλεοπάτρα Βερενίκη Θεά Φιλοπάτωρ) (bjrnjkt, Kluapadrat Bereniket)) |                                                  | 120 a.C. Alexandria Filha de Ptolemeu IX Soter Latiros e Cleópatra Selene I                                                                       | 101-88 a.C. 81-80 a.C.                                  | Ptolemeu X Alexandre I 101 a.C. Alexandria um filho Ptolemeu XI Alexandre II 80 a.C. Alexandria sem filhos | 80 a.C. Alexandria 39-40 anos                                      | Reinado marcado pelo conflito familiar: casada com o tio, Ptolemeu X, herda o trono do pai, Ptolemeu IX. Contudo, é forçada a casar com o primo, Ptolemeu XI, que 19 dias depois a manda asssassinar. |
| Ptolemeu XI Alexandre II (Πτολεμαίος Αλέξανδρος) (ptwꜢlwmys Ꜥlksntrs, Petualumys Aleksentres) |                                                  | 105 a.C. Alexandria Filho de Ptolemeu X Alexandre I e Cleópatra Selene I                                                                          | 80 a.C.                                                 | Cleópatra Berenice III Téa Filopator 80 a.C. Alexandria sem filhos | 80 a.C. Alexandria 24-25 anos                                      | Reinado marcado pelo conflito familiar: ordena o assassinato da sua esposa, Berenice III, 19 dias depois de casarem. O povo de Alexandria, revoltado contra ele, invade o palácio e assassina-o. |
| Iwa'enpanetjernehem Setepenptah Irimaetenré Sekhemankhimen Pa Netjermery It Senet Usiri Hunu Ptolemeu XII Neos Dionisos Téos Filopator Téos Filadelfos Auletes (Πτολεμαῖος Νέος Διόνυσος Θεός Φιλοπάτωρ Θεός Φιλάδελφος Αὐλητής) (ptwꜢlwmys, Petualumys) |                                                  | 117 a.C. Alexandria Filho de Ptolemeu IX Soter Latiros e (provavelmente) Cleópatra IV                                                             | 80-58 a.C. 55-51 a.C.                                   | 79 a.C. Alexandria seis filhos? | 51 a.C. Alexandria 65-66 anos                                      | Em 58 a.C. foi forçado a exilar-se, e nessa altura as suas filhas mais velhas tomaram o controlo. Consegue expulsar a sua filha Berenice em 55 a.C., regressando então ao trono. Ficou conhecido como Neos Dionisos (O Novo Dioniso), Téos Filopator (Deus amado pelo pai), Téos Filadelfos (Deus amado pelo irmão), e ainda Auletes (O Flautista). A designação alternativa de Nothos (O Bastardo) põe em causa a sua filiação, já que não é certa a sua filiação em Cleópatra IV. |
| Cleópatra V Trifena (Κλεοπάτρα Τρύφαινα) (Kluapadrat) |                                                  | 95 a.C. Alexandria Filha de Ptolemeu IX Soter Latiros e de mulher desconhecida (ou Ptolemeu X Alexandre I e Cleópatra Berenice III Téa Filopator) | 79-69/57 a.C.                                           | 79 a.C. Alexandria seis filhos? | 69 (ou 57?) a.C. Alexandria 26-27 (ou 37-38 anos)                  | Tradicionalmente terá falecido em 69, ano em que desaparece da documentação. Contudo parece surgir ao lado de Ptolemeu XII, mais tarde, uma Cleópatra Trifena, que não parece ser sua filha, mas ela própria. Para os defensores da teoria que ela continuou a viver após 69, terá sido ela a governar junto a sua filha Berencie IV durante o exílio do marido. |
| Cleópatra VI Trifena (Κλεοπάτρα Τρύφαινα) (Kluapadrat) |                                                  | 75 a.C. Alexandria Filha de Ptolemeu XII Neos Dionisos Téos Filopator Téos Filadelfos Auletes e Cleópatra V Trifena)                              | 58-57 a.C.                                              | Não casou | 57 a.C. Alexandria 21-22 anos                                      | Tradicionalmente filha mais velha de Ptolemeu XII, governou com a sua irmã Berenice IV, pelo menos por um ano. Surgiu, mais recentemente uma nova teoria, na qual esta Cleópatra seria uma duplicação de Cleópatra V, que teria sobrevivido a 69 a.C., e governado com a sua filha Berenice. A comprovar esta teoria, Estrabão refere que Ptolemeu teve três filhas: Berenice, Cleóptara e Arsínoe, das quais Berenice seria a mais velha e a única legítima, não havendo espaço para uma outra Cleópatra.                                                                                       |
| Cleópatra Berenice IV Epifaneia (Κλεοπάτρα Βερενίκη Επιφανεία) (Kluapadrat) |                                                  | 77 a.C. Alexandria Filha de Ptolemeu XII Neos Dionisos Téos Filopator Téos Filadelfos Auletes e Cleópatra V Trifena                               | 58-55 a.C.                                              | Seleuco (I) Filometor Cibiosactes c.58 a.C. sem filhos Arquelau 56 a.C. sem filhos | abril de 55 a.C. Alexandria 21-22 anos                             | Provavelmente a filha mais velha e a única legítima, segundo Estrabão. Governou com a irmã, ou com a mãe, sabendo-se que provavelmente terá envenenado esta sua co-governante. Casou por duas vezes: envenenou o primeiro esposo, e o pai assassinou o segundo. |
| Seleuco Filometor Cibiosactes (Σέλευκος Φιλομήτωρ Κυβιοσάκτης) |                                                  | c.95 a.C. Filho de Antíoco X Eusebes Filopator da Síria e Cleópatra Selene I                                                                      | 58 a.C.                                                 | Cleópatra Berenice IV Epifaneia c.57 a.C. sem filhos | 57 a.C. Alexandria 21-22 anos                                      | Também rei da Síria. Governou com a esposa, até ser assassinado por esta. |
| Arquelau (Ἀρχέλαος) |                                                  | ? a.C. Filho de Arquelau | 56-55 a.C.                                              | Desconhecida antes de 56 a.C. dois filhos Cleópatra Berenice IV Epifaneia c.56 a.C. sem filhos | janeiro ou fevereiro de 55 a.C. Alexandria                         | Governou com a segunda esposa, até ser assassinado pelo pai de Berenice, aquando do regresso deste. |
| Cleópatra VII Filopator (Κλεοπάτρα Φιλοπάτωρ) (Kluapadrat) | Ficheiro:Kleopatra-VII.-Altes Museum-Berlin1.jpg | 69 a.C. Alexandria Filha de Ptolemeu XII Neos Dionisos Téos Filopator Téos Filadelfos Auletes e Cleópatra V Trifena                               | 51-30 a.C.                                              | Ptolemeu XIII Téo Filopator c.51 a.C. sem filhos Ptolemeu XIV c.47 a.C. sem filhos Marco António 32 a.C. três filhos | 10/12 de agosto de 30 a.C. Alexandria 38-39 anos                   | Ascendeu ao trono após a morte do pai, em 51 a.C.. Governou com os irmãos-esposos, Ptolemeu XIII e Ptolemeu XIV, e mais tarde viria associar o filho, Ptolemeu XV. Conseguiu equilibrar as crescentes influências romanas com as suas alianças com o ditador Júlio César e mais tarde o general Marco António. O seu governo pró-romano contou, no entanto, com a oposição da irmã, Arsínoe IV, que mandaria assassinar em 47 a.C.. |
| Ptolemeu XIII Téo Filopator (Πτολεμαῖος Θεός Φιλοπάτωρ) (ptwꜢlwmys, Petualumys) |                                                  | 62 a.C. Alexandria Filho de Ptolemeu XII Neos Dionisos Téos Filopator Téos Filadelfos Auletes e Cleópatra V Trifena                               | 51-47 a.C.                                              | Cleópatra VII Filopator c.51 a.C. sem filhos | 13 de janeiro de 47 a.C. Alexandria 14-15 anos                     | Ascendeu ao trono após a morte do pai, em 51 a.C.. Governou com a irmã-esposa, Cleópatra VII, mas viria a contestar a sua autoridade. |
| Arsínoe IV (Ἀρσινόη) (ir-si-nꜢt, Irsinat) |                                                  | c.60 a.C. Alexandria Filha de Ptolemeu XII Neos Dionisos Téos Filopator Téos Filadelfos Auletes e Cleópatra V Trifena                             | 48-47 a.C.                                              | Não casou | 41 a.C. Éfeso 18-19 anos                                           | Contestou o governo da irmã, que, após a expulsar, viria a ordenar o seu assassinato |
| Ptolemeu XIV (Πτολεμαῖος) (ptwꜢlwmys, Petualumys) |                                                  | 60 a.C. Alexandria Filho de Ptolemeu XII Neos Dionisos Téos Filopator Téos Filadelfos Auletes e Cleópatra V Trifena                               | 47-44 a.C.                                              | Cleópatra VII Filopator c.47 a.C. sem filhos | entre 26 de julho e 2 de setembro de 44 a.C. Alexandria 15-16 anos | Ascendeu ao trono após casar com a irmã, Cleópatra, que, após a morte de Júlio César, poderá ter ordenado o seu assassinato para associar mais cedo o filho que teve daquele ditador, Ptolemeu XV. |
| Ptolemeu XV Filopator Filometor Caesarion (Πτολεμαῖος Φιλοπάτωρ Φιλομήτωρ Καισαρίων) (ptwꜢlwmys, Petualumys) |                                                  | 23 de junho de 47 a.C. Alexandria Filho (ilegítimo) de Júlio César e Cleópatra VII Filopator                                                      | 44-30 a.C.                                              | Não casou | 23 de agosto de 30 a.C. Alexandria 17 anos                         | Foi associado ao poder pela mãe. Governou sozinho por onze dias, desde a morte da mãe, a 12 de agosto, até 23 de agosto, quando o Imperador Octaviano ordenou a sua morte. |